# Fauna Australiens

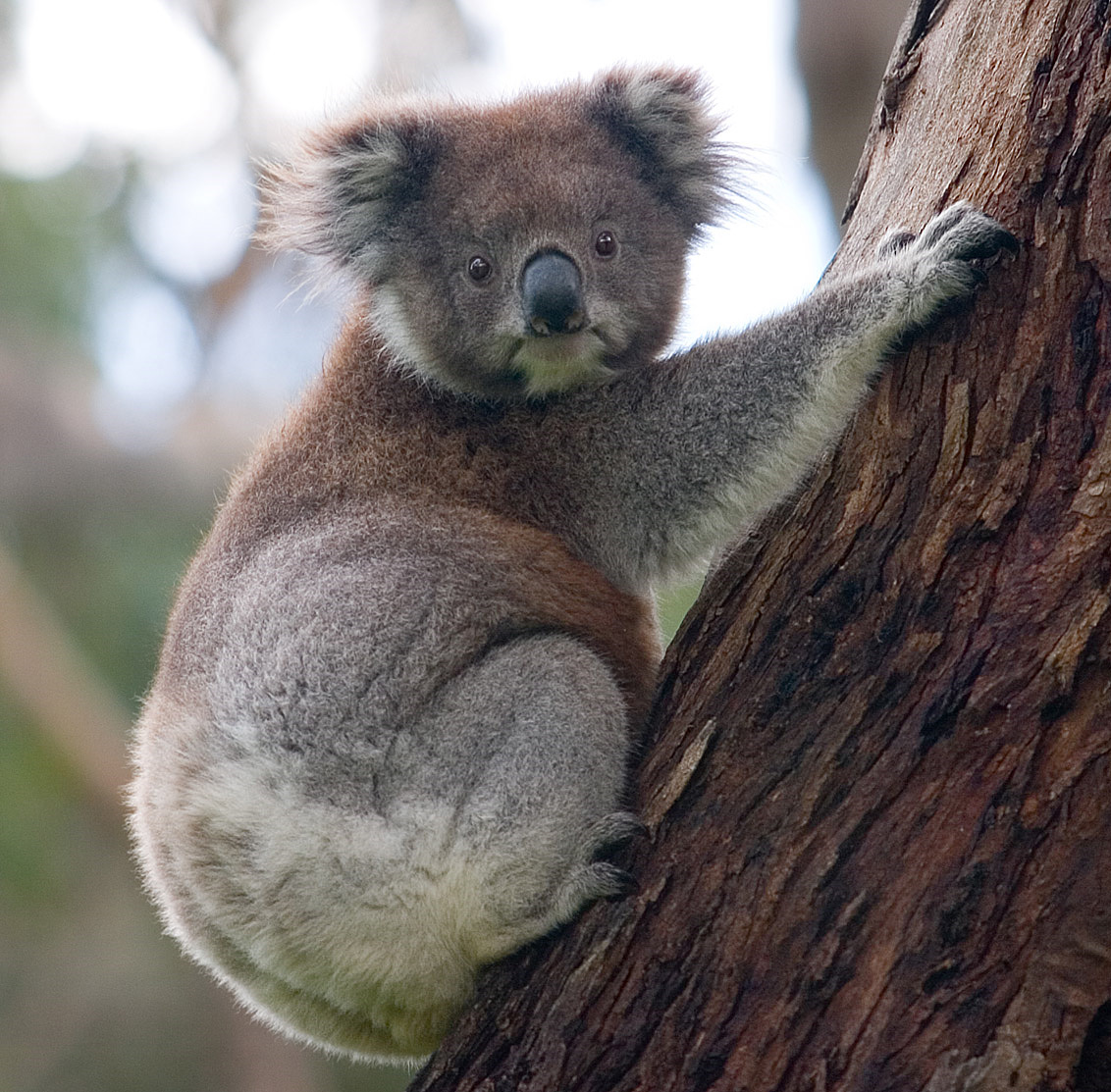
Der Koala ist eines der Charaktertiere Australiens und kommt nur dort vor

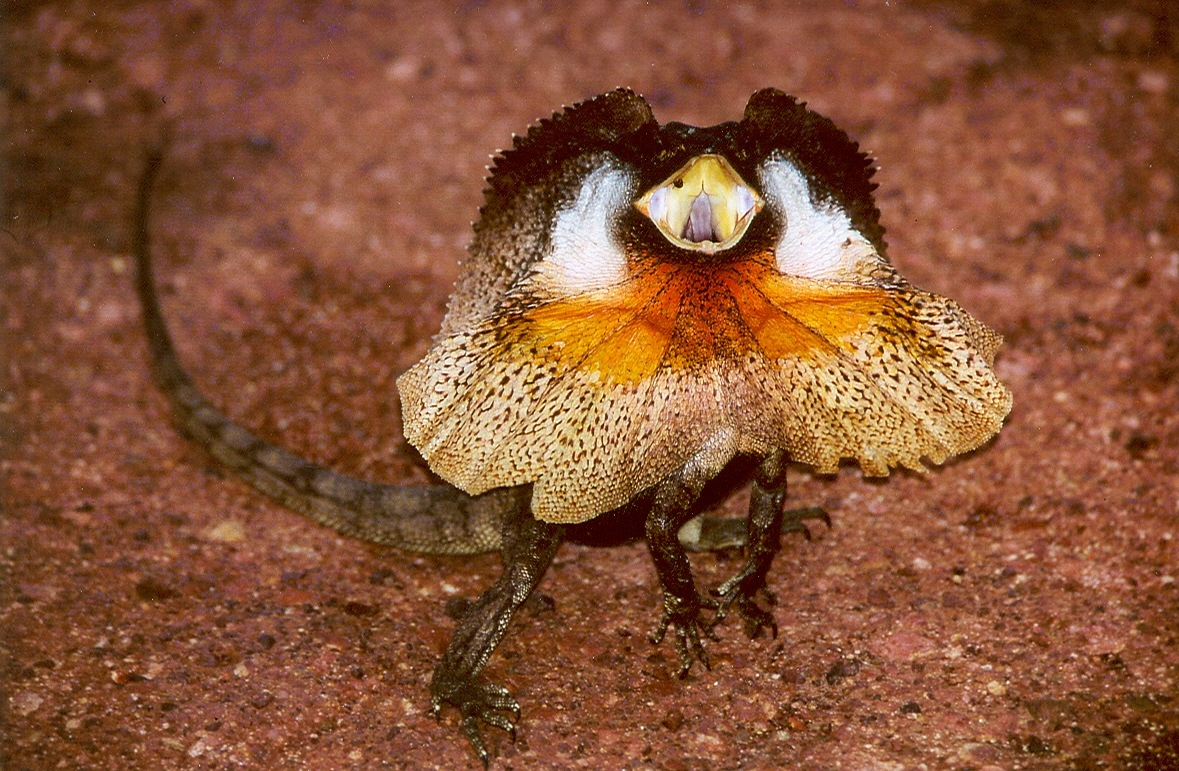
Kragenechse mit aufgerichtetem Kragen

Die Fauna Australiens umfasst eine große Anzahl unterschiedlicher, nur auf diesem Kontinent verbreiteter Tierarten. 83 % der Säugetiere, 89 % der Reptilien, 90 % der Süßwasserfische und Insekten sowie 93 % der Amphibien sind endemische Arten, die nur auf dem australischen Kontinent vorkommen. Dieser hohe Anteil ist auf Australiens lange geographische Isolation und die geologische Stabilität des Kontinents zurückzuführen. Einen weiteren Einfluss hatte die im Vergleich zu anderen Kontinenten ungewöhnliche Folge von Klimaveränderungen und ihre Auswirkung auf die Bodenstruktur und die Pflanzenwelt.
Kennzeichnend für die Fauna Australiens ist die relative Seltenheit einheimischer Höherer Säugetiere. Die ökologische Nische, die diese auf anderen Kontinenten belegen, füllen hier die Beutelsäuger, darunter die Kängurus, die Kletter- und Raubbeutler. Der australische Kontinent ist auch die Heimat der fünf noch lebenden Arten eierlegender Kloakentiere. Auffällig ist auch die hohe Anzahl giftiger Spinnen, Skorpione, Kraken, Quallen, Muscheln und Stechrochen. Ungewöhnlich ist auch, dass Australien mehr giftige als ungiftige Schlangen beheimatet.
Sowohl die erste Besiedlung Australiens durch Menschen vor etwa 50.000 Jahren als auch die Besiedlung durch Europäer seit 1788 hat einen tiefgreifenden Einfluss auf die Zusammensetzung der australischen Fauna gehabt. Die Bejagung, die Einführung in Australien nicht-heimischer Tier- und Pflanzenarten und die Landbewirtschaftung hat Habitate so verändert oder gar zerstört, dass zahlreiche Tierarten ausgestorben sind. Zu den ausgestorbenen Tierarten zählen beispielsweise der Paradiessittich, der Schweinsfuß-Nasenbeutler und eine Art der Rattenkängurus. Viele Tierarten sind in ihrem Fortbestehen nach wie vor gefährdet. Australien hat deshalb eine umfangreiche Gesetzgebung zum Schutz einheimischer Tierarten erlassen und zahlreiche Naturreservate eingerichtet.

## Die Entwicklung der australischen Fauna

Mit Hilfe der hier farbig dargestellten paläobiogeographischen Verbreitungsgebiete von Cynognathus, Mesosaurus, Glossopteris und Lystrosaurus lässt sich die Anordnung heute getrennter Kontinente zu Gondwana rekonstruieren.

Australien war einst Teil des südlichen Superkontinents Gondwana, der auch Südamerika, Afrika, Indien und Antarktika umfasste. Gondwana begann vor etwa 140 Millionen Jahren auseinanderzubrechen. Während des Eozäns vor 50 Millionen Jahren trennte sich Australien von dem antarktischen Kontinent und war bis zur Annäherung der Indo-Australischen Platte an Asien während des Pliozäns vor etwa 4,5 Millionen Jahren relativ isoliert. Nach dem Miozän gelangte nur ein geringer Teil der asiatischen Fauna nach Australien. Die Wallace-Linie, eine gedachte Grenze, welche die zoogeographischen Regionen Asien und Australasiens voneinander trennt, kennzeichnet dabei die plattentektonische Grenze zwischen der eurasischen Platte und der Indo-Australischen Platte. Das Fehlen von Landbrücken erklärt, warum es nur flugfähigen Tieren wie Fledermäusen und Vögeln gelang, ihr Verbreitungsgebiet von Asien nach Australien auszudehnen und dort eigenständige Arten auszubilden.
Die Entwicklung der heutigen australischen Fauna wird dabei wesentlich vom Klima und der Geologie des australischen Kontinents beeinflusst. Australien blieb von den für andere Kontinente typischen klimatischen Veränderungen offenbar weitgehend unberührt. Die einzigartige Fauna Gondwanas, zu denen die Beutelsäuger zählen, konnte sich in dieser Nische weiterentwickeln.
Vor 15 Millionen Jahren entwickelte sich außerdem auf dem australischen Kontinent ein Wüstenklima, das zur Evolution zahlreicher an sehr große Trockenheit adaptierter Tierarten führte.

## Kennzeichen des australischen Lebensraums
Der australische Kontinent bietet eine Reihe sehr unterschiedlicher Lebensräume. Nur wenige Tierarten sind deshalb im gesamten australischen Kontinent vertreten.
Australiens Kontinent besteht zu einem großen Teil aus Wüsten, Halbwüsten, Steppen und Savannen. Akazien und Kasuarinen sind typische Pflanzen dieser Lebensräume, wobei Akazien nur im Süden größere Wälder entwickeln. 20 % des australischen Kontinents sind mit Stachelkopfgräsern bedeckt. Im Osten, Südosten und im Südwesten des Kontinents gibt es außerdem ausgedehnte immergrüne Eukalyptuswälder, die wegen des geringen Schattenwurfs der Bäume häufig einen reichen Unterwuchs aufweisen. Eine Reihe der Bäume Australiens zählen zu den sogenannten Pyrophyten, also Bäumen, die nicht nur feuerresistent sind, sondern auch Feuer für das Aufkommen von jungen Sämlingen benötigen.

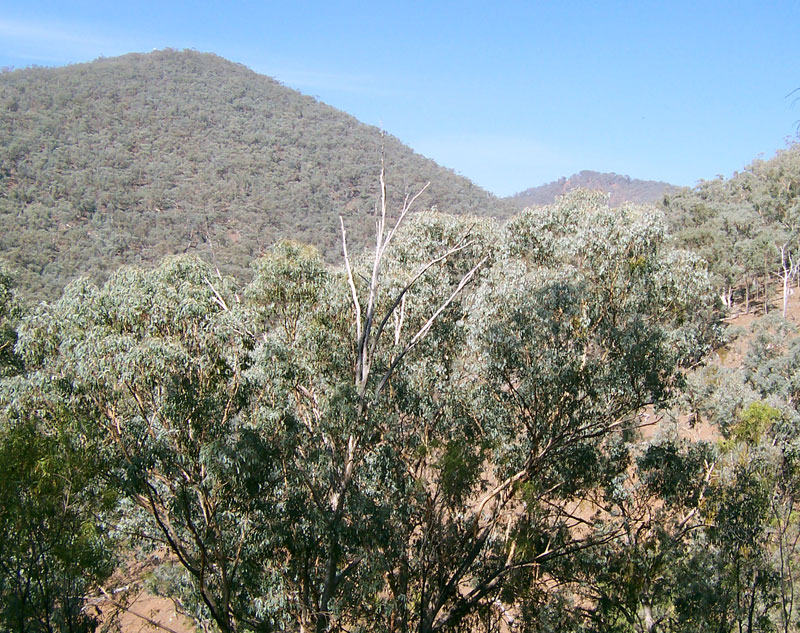
Eukalyptuswald – ein typischer Lebensraum für Australien

Reste großer und sehr artenreicher tropischer Regenwälder finden sich im Norden von Queensland. Weder Akazien noch Eukalyptusbäume sind dort zu finden. Stattdessen dominieren dort Palmenarten, Feigen, Schraubenbäume, Araukarien, Baumfarne und Bambus. Entlang der Nord- und der Ostküste sind außerdem große Mangrovenwälder zu finden.
Von den Seen, die in den Landkarten Australiens eingezeichnet sind, haben viele nur über bestimmte Zeiträume Wasser. Der Eyresee, der eine Wasserfläche bis zu 9500 Quadratkilometer haben kann, ist nur zwei- bis dreimal innerhalb eines Jahrhunderts vollständig mit Wasser gefüllt.
Insgesamt ist das Klima Australiens überwiegend subtropisch. Der Norden dagegen ist tropisch; die Kimberley-Region gilt sogar als das heißeste Gebiet der südlichen Erdhälfte. Die südlichen Randgebiete Australiens dagegen haben ein gemäßigtes Klima. Tasmanien hat dagegen ein verhältnismäßig kühles Klima, das sich durch große Niederschlagsmengen auszeichnet.
Das spezifische Verbreitungsgebiet einer Tierart innerhalb des australischen Kontinents ist in diesem Artikel nur ausnahmsweise angegeben. Sie sind detaillierter im jeweiligen Arten-Artikel nachlesbar.

## Säugetiere
Aufgrund von Fossilienfunden weiß man, dass Australien eine weit zurückreichende Geschichte der Besiedlung von Säugetieren hat.
Unter den ausgestorbenen Arten dominieren hier die Beutelsäuger. Für Kloakentiere lässt sich aufgrund des Fossilienbefundes belegen, dass sie in Australien seit der frühen Kreidezeit vorkommen. Sowohl Beutelsäuger als auch Höhere Säugetiere (Plazentatiere) kamen auf dem australischen Kontinent im Eozän vor 56 bis 34 Millionen Jahren vor. Die Höheren Säugetiere starben jedoch aus und traten erst während des Pliozäns wieder auf, nachdem Australien sich Indonesien näherte. Seit dieser Periode sind sowohl Fledermäuse als auch Nagetiere als Vertreter der Höheren Säuger wieder fossil belegt. Die Beutelsäuger entwickelten im Laufe der Evolutionsgeschichte Arten, die nicht nur ähnliche ökologische Nischen wie die Höheren Säuger in Eurasien und Amerika entwickelten. Viele Beutelsäuger gleichen dabei Arten der Höheren Säuger, die wie sie dieselbe ökologische Nische besetzen. Diese Form der Evolution wird als konvergente Evolution bezeichnet. So gleicht der Tasmanische Tiger in vielen Merkmalen den Hundeartigen wie beispielsweise dem Wolf. Gleitbeutler und Flughörnchen zeigen ähnliche Anpassungen an ihren Lebensraum auf Bäumen, und der australische Ameisenbeutler und die südamerikanischen Ameisenbären, die ähnliche Körpermerkmale aufweisen, sind grabende Insektivoren.

### Kloakentiere

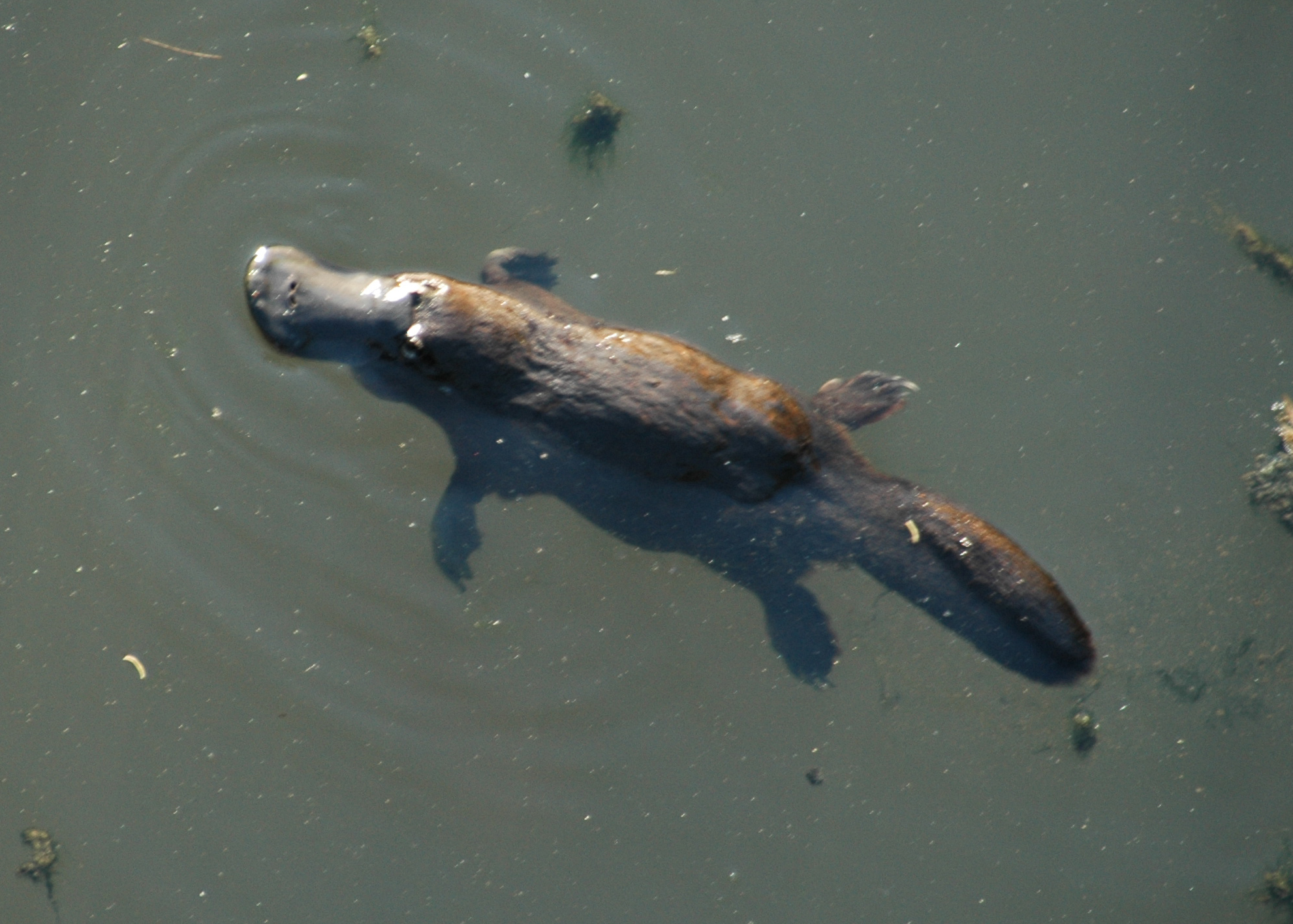
Schnabeltier im Broken River, in Queensland

Zwei der fünf noch existierenden Kloakentiere kommen auf dem australischen Festland vor; das Schnabeltier (ausschließlich in Australien) und der Kurzschnabeligel (Australien und Neuguinea) aus der Familie der Ameisenigel. Die anderen drei Kloakentierarten aus der Gattung der Langschnabeligel sind nur auf Neuguinea heimisch.
Kloakentiere unterscheiden sich von anderen Säugetieren durch ihre Fortpflanzung. Sie gebären ihre Jungen nicht lebend, sondern legen stattdessen Eier. Auch verfügen Schnabeltiere noch nicht über mit denen der Höheren Säugetiere vergleichbare Milchdrüsen. Das Schnabeltier – ein giftiger, eierlegender, entenschnäbeliger und amphibischer Säuger – wird häufig als eines der eigenartigsten Lebewesen bezeichnet. Als der britische Naturforscher Joseph Banks Bälge dieser Tierart in Großbritannien zeigte, glaubten viele seiner Kollegen an eine geschickt gemachte Fälschung. Der englische Naturforscher George Shaw (1751–1813) war der erste, der die australische Fauna intensiver erforschte und zahlreiche Arten, darunter auch das Schnabeltier, erstmals wissenschaftlich beschrieb. Der Kurzschnabeligel ist mit ähnlich eigenartigen Merkmalen wie das Schnabeltier ausgestattet. Er besitzt haarige Stacheln, eine röhrenartige Schnauze und eine Zunge, die bis zu einhundert Mal in der Minute aus der Schnauze hervorschnellt, um Termiten zu fangen.

### Beutelsäuger

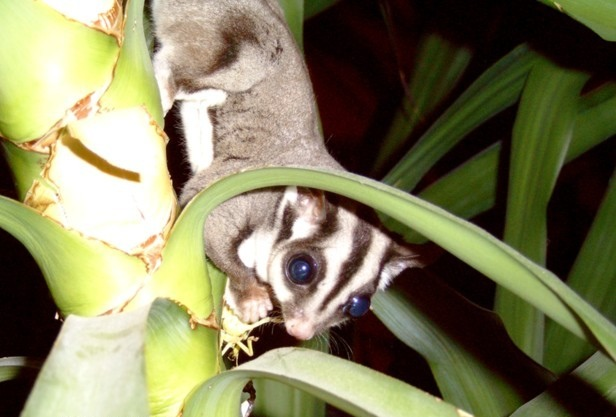
Ein Kurzkopfgleitbeutler – obwohl nur selten zu sehen, zählt er in vielen Regionen Australiens zu den häufigsten Säugetieren

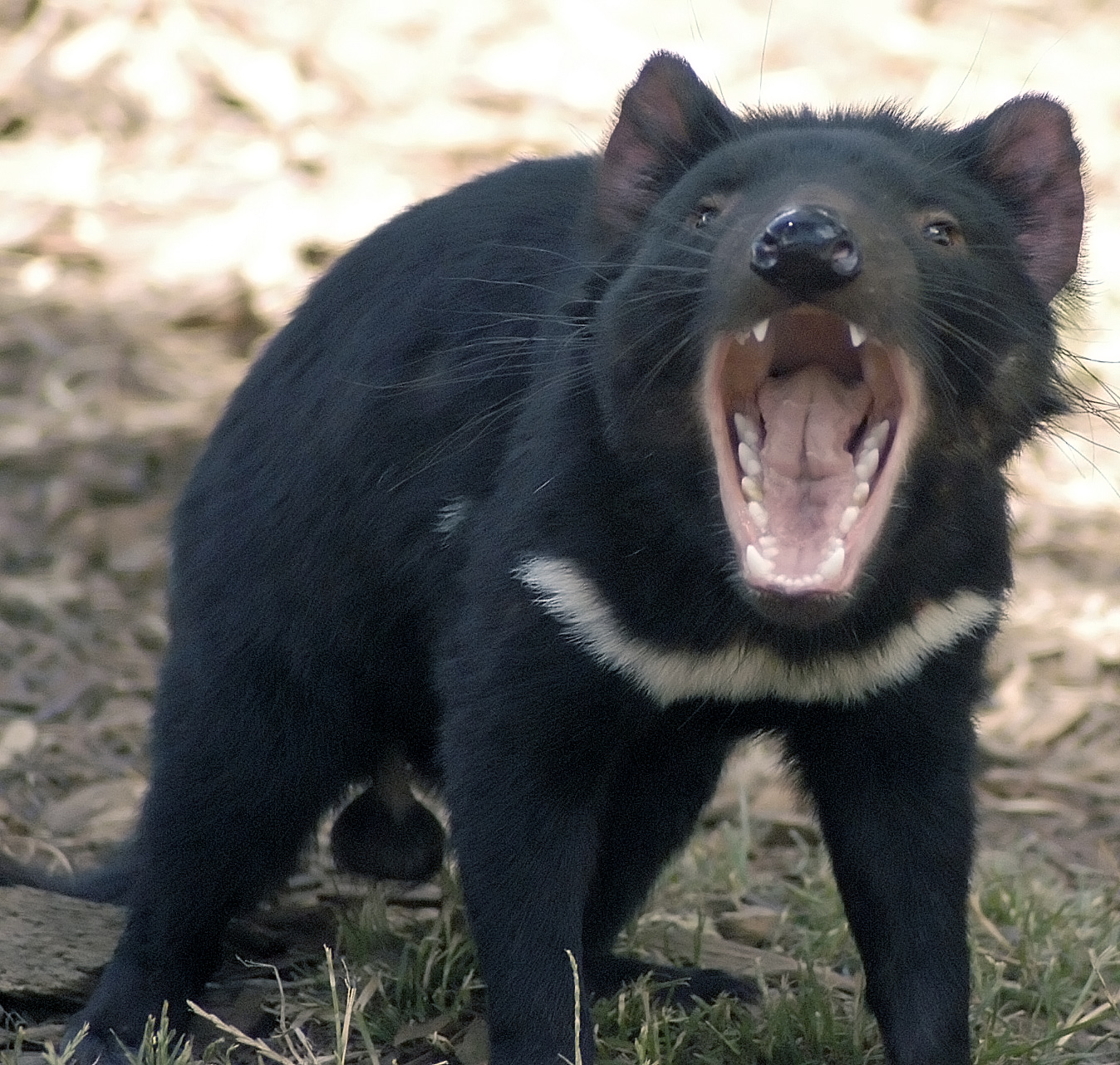
Der Beutelteufel ist das größte heute noch lebende fleischfressende Beuteltier

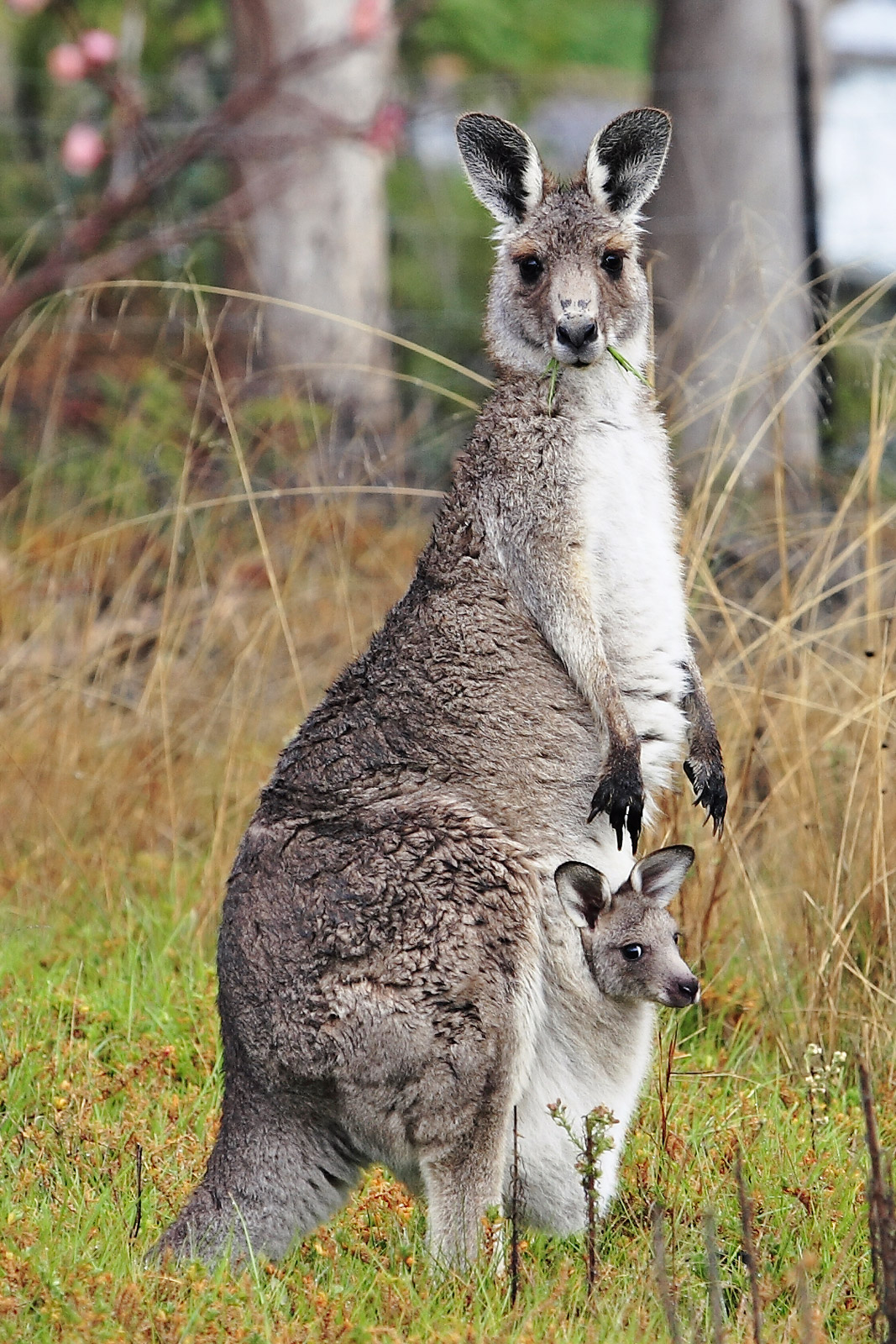
Östliches Graues Riesenkänguru mit Jungtier

Australien ist die Heimat der weltgrößten Beutelsäuger. Beutelsäuger zeichnen sich dadurch aus, dass sie ihre Jungtiere in einem Beutel großziehen. Fleischfressende Beutelsäuger, wie die Raubbeutlerartigen, werden heute von noch zwei existierenden Familien vertreten, den Raubbeutlern und den Myrmecobiidae, von denen nur noch der Ameisenbeutler, auch Numbat genannt, als Vertreter bis heute überlebt hat.
Der Beutelwolf (oder auch 'Tasmanische Tiger') war der letzte überlebende Vertreter der Familie der Thylacinidae. Das letzte Individuum dieser Art starb 1936 in Gefangenschaft. Auch der Tasmanische Teufel, auch Beutelteufel genannt, starb auf dem australischen Festland vor etwa 600 Jahren aus und lebt heute wild nur noch auf Tasmanien. Die vier Arten der Beutelmarder sind ebenso wie dieser vom Aussterben bedroht. Die übrigen Vertreter der Raubbeutler sind die Beutelmäuse, von denen die meisten weniger als 100 Gramm wiegen.
Die Australischen Nasenbeutler, zu denen unter anderem die Langnasenbeutler und die Kaninchennasenbeutler zählen, sind die Allesfresser unter den Beutelsäugern. Von ihnen gibt es insgesamt sieben Arten in Australien, die meisten gelten als in ihrem Bestand bedroht. Die relativ kleinen Tiere haben dabei eine Reihe charakteristischer Körpermerkmale gemeinsam: ein plumper Körper mit einem gekrümmten Rücken und einer langen, spitzen und beweglichen Schnauze. Die Ohren sind groß und zugespitzt und die Tiere haben lange, dünne Beine sowie einen langen spitzen Schwanz.
Pflanzenfressende Beutelsäuger werden in die Ordnung der Diprotodontia eingeordnet und in zehn rezente Familie unterteilt. Hierzu zählen die bodenbewohnenden Wombats, die überwiegend von Gräsern und Wurzeln leben. Wombats nutzen ihre Vorderzähne und ihre kräftigen Krallen, mit denen sie ausgedehnte Tunnelsysteme graben. Zum Schutz ihrer Jungen sind ihre Beutel im Gegensatz zu denen anderer Beuteltiere nach hinten geöffnet. Sie sind überwiegend dämmerungs- und nachtaktiv. Der Koala, der zu den bekanntesten Beutelsäugern Australiens zählt, ist eine baumbewohnende Art, die ausschließlich von Eukalyptusblättern lebt.
Bilchbeutler, Gleitbeutler, Ringbeutler, Zwerggleitbeutler, Kletterbeutler und Rüsselbeutler sind weitere Familien der Diprotodontia. Sie sind überwiegend baumbewohnende Beutelsäuger, einige Arten wie beispielsweise der Rüsselbeutler leben überwiegend von Nektar. Arten dieser Familie variieren in ihrer Größe von etwa der eines Goldhamsters bis zu der von Hauskatzen. Der Kurzkopfgleitbeutler aus der Familie der Gleitbeutler zählt in vielen Regionen Australiens zu den häufigsten Säugetierarten. Aufgrund seiner rein nächtlichen Lebensweise ist er jedoch nur sehr selten zu sehen.
Kängurus und Rattenkängurus zählen für viele Menschen gemeinsam mit den Koalas zu den Tierarten, die am meisten mit der Fauna Australiens assoziiert werden; das Känguru erscheint auch im Wappen Australiens. Rattenkängurus sind eng mit den eigentlichen Kängurus verwandt und wurden früher als eine Unterfamilie dieser Gruppe betrachtet. Jedoch unterscheiden sie sich in einigen Aspekten (vor allem in der Ernährung) erheblich von diesen. Die Familie umfasst elf Arten, von denen zwei bereits ausgestorben sind. Mit Ausnahme des Moschusrattenkängurus, das tagaktiv ist und in Regenwäldern lebt, sind Rattenkängurus nachtaktiv und bewohnen lichte Wälder oder zumindest baumbestandene Gebiete. Sie verbringen die Ruhephasen in Nestern. Diese bauen sie aus Gräsern und Zweigen in hohlen Baumstämmen oder unter überhängenden Ästen, wobei sie das Baumaterial mit ihrem zusammengerollten Schwanz transportieren.
Nicht alle Arten der Kängurus entsprechen unserer gängigen Vorstellung dieser Tiere: Auffälligstes Kennzeichen fast aller Arten sind die großen hinteren Gliedmaßen, die deutlich größer sind als die vorderen. Nur bei den Baumkängurus, die sich an das Leben in den Bäumen angepasst haben und sich nicht mehr hüpfend fortbewegen, sind die Gliedmaßen annähernd gleich lang. Der Schwanz ist lang, muskulös und meistens behaart, er wird oft als Stütze oder zur Balance benutzt. Die Arten ähneln sich hinsichtlich des Körperbaus, unterscheiden sich jedoch beträchtlich in ihrer Größe. So erreicht das Zottel-Hasenkänguru oft nur 1 bis 2 kg Körpergewicht, während das Rote Riesenkänguru 90 kg schwer werden kann. Kängurus sind Pflanzenfresser, die sich je nach Lebensraum von den unterschiedlichsten Pflanzen ernähren. Oft besetzen sie die gleichen biologischen Nischen wie auf anderen Kontinenten die Paarhufer, und auch ihr Verdauungssystem hat sich konvergent zu diesen entwickelt.

### Höhere Säugetiere
In Australien sind Höhere Säugetiere aus den Ordnungen der Fledertiere und Nagetiere ursprünglich beheimatet. Die Fledertiere kommen mit sechs Familien in Australien vor, die Nagetiere nur mit der Familie der Langschwanzmäuse.
Fleder- und Nagetiere sind verhältnismäßig junge Tierarten Australiens. Fledertiere lassen sich in Fossilien erst seit 15 Millionen Jahren nachweisen und haben wahrscheinlich von Asien aus den australischen Kontinent besiedelt. Dafür spricht auch, dass zwar sieben Prozent der weltweiten Fledertierarten in Australien vorkommen, allerdings nur zwei Gattungen in Australien endemisch sind.
Nagetiere besiedelten Australien in mehreren Einwanderungsereignissen vor fünf bis 10 Millionen Jahren und haben sich in eine Reihe von Arten entwickelt, die als „Alte endemische“ Nagetiere bezeichnet werden und heute durch vierzehn Gattungen vertreten sind. Zu diesen zählen Arten wie die Australischen Kaninchen- und Häschenratten, Australische Baumratten und die Australische Breitzahnratte. Sie werden zu den Langschwanzmäusen gerechnet, wie auch die Gattung der echten Ratten, deren Vertreter Australien vor einer Million Jahren von Neuguinea aus erreichten und sich in sieben Arten entwickelten, die zusammenfassend als „Neue endemische“ Nagetiere bezeichnet werden. Die endemischen Nager stellen etwa 25 % der Säugetierfauna des Kontinents.

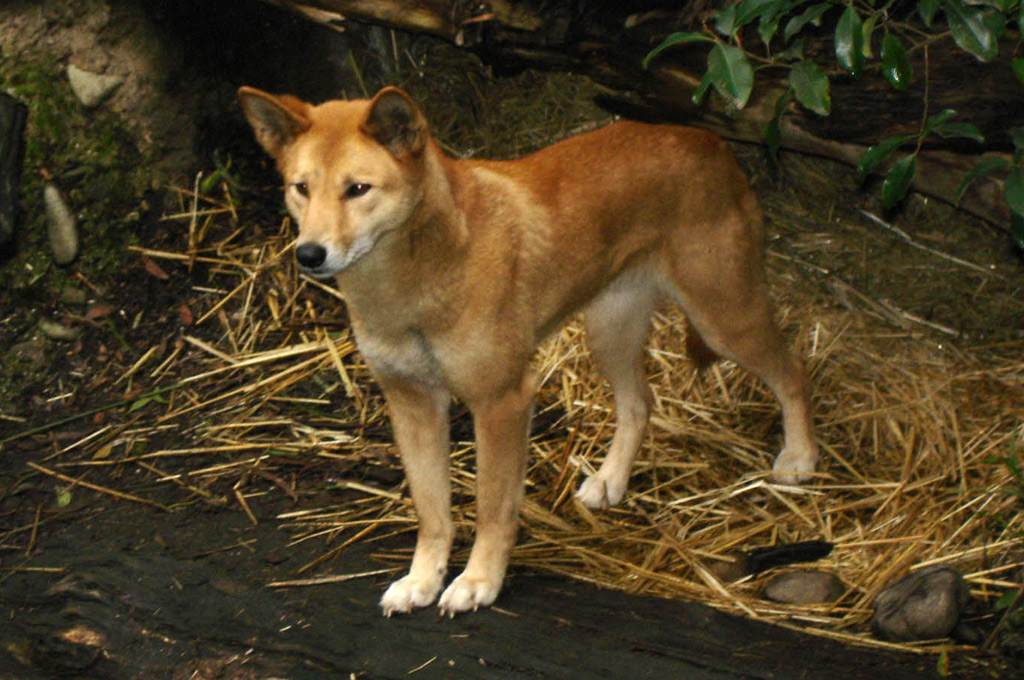
Der Dingo wurde vom Menschen als erste Art der Höheren Säugetiere bewusst in Australien eingeführt

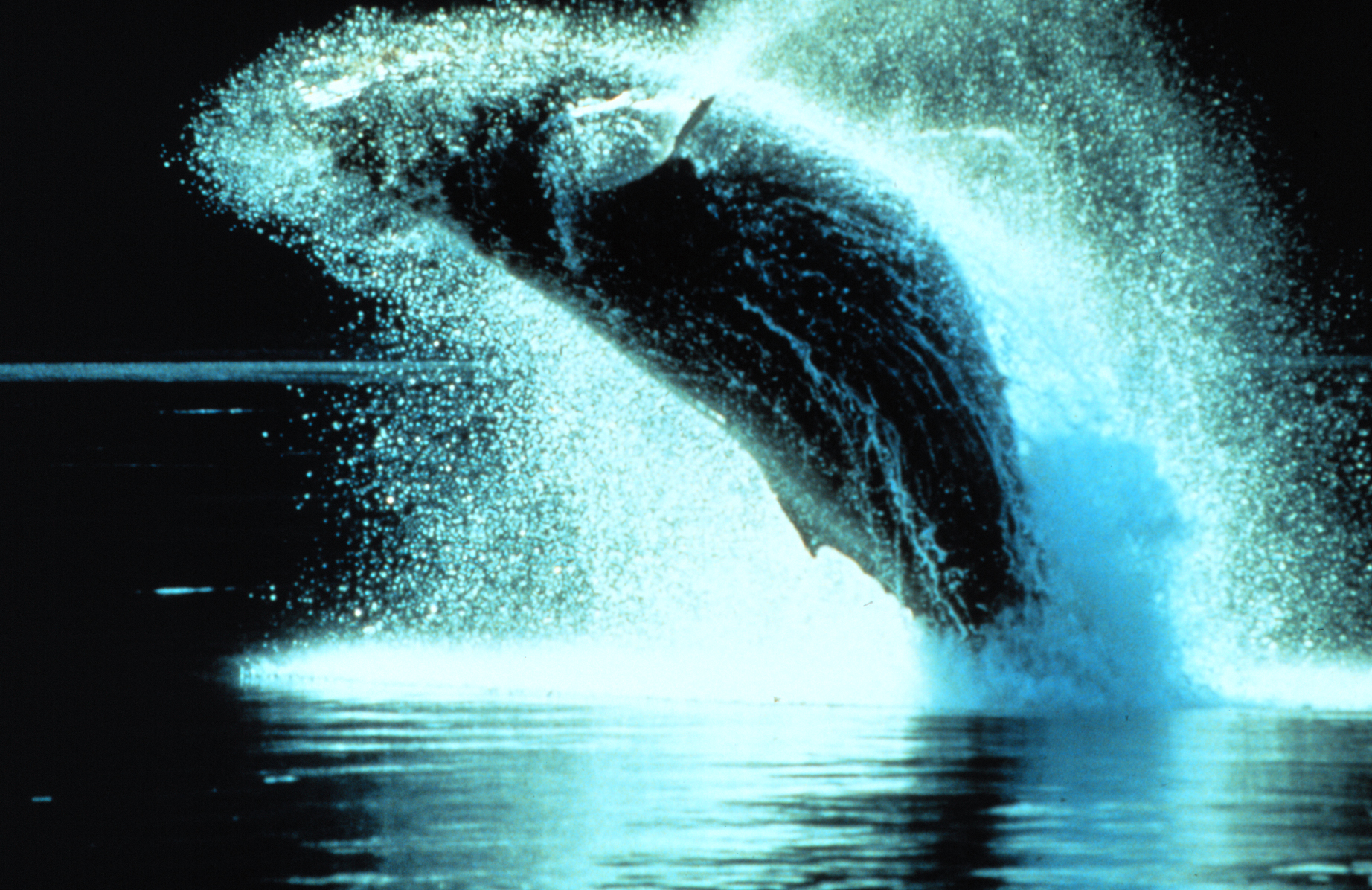
Buckelwale lassen sich in den Küstengewässern Australiens beobachten

Seit der Mensch den australischen Kontinent besiedelt, hat er eine Reihe von Höheren Säugetieren in Australien eingeführt, die heute dort wild vorkommen. Als erste bewusst eingeführte Art gilt der Dingo. Fossilienfunde weisen darauf hin, dass er vom Menschen vor etwa 5.000 Jahren eingeführt wurde. Nach der Besiedelung durch Europäer nahm die Anzahl eingeführter Arten sprungartig zu; viele Arten wurden vor allem im 19. Jahrhundert durch Akklimatisationsgesellschaften gezielt eingeführt, um eine Tierwelt zu schaffen, die an Europa erinnert und die als artenarm empfundene Fauna Australiens zu bereichern. Dazu zählen unter anderem der zu Jagdzwecken eingeführte Rotfuchs, der Feldhase, der Rothirsch und das Wildkaninchen. Auch Damhirsch, Sambar, Axishirsch, Schweinshirsch, Hirschziegenantilope und Mähnenhirsch verdanken ihre Existenz auf dem australischen Kontinent diesem Grund. Andere domestizierte Arten entkamen als Gefangenschaftsflüchtlinge – dazu zählen die Hauskatze, die Hausziege, das Hausschwein, der Wasserbüffel, das Hauspferd, der Hausesel und das Dromedar. Nur drei Arten der Höheren Säugetiere sind nicht absichtlich in Australien eingeführt worden – nämlich die Hausmaus, die Hausratte und die Wanderratte.
Die meisten der eingeführten Höheren Säugetiere haben teilweise gravierende Auswirkungen auf die einheimische Fauna und Flora Australiens gehabt. Die Vermehrung der Wildkaninchen und Australiens Kampf gegen diese als Plage empfundene Tierart gehören zu den bekanntesten Beispielen von invasiven Neozoen. Verwilderte Hauskatzen haben sich ähnlich wie in anderen Ländern negativ auf die einheimische Vogel- und Nagetierpopulationen ausgewirkt. Auch andere Beispiele zeigen, welche Folgen die unbedachte Ansiedelung von Tierarten haben kann: Verwilderte Wasserbüffel stellten beispielsweise in den Marschregionen an Australiens Nordküste ein gravierendes ökologisches Problem dar. Sie verstärkten durch ihre Trampelpfade und ihr Suhlen die Bodenerosion, veränderten durch ihr Fressverhalten die Zusammensetzung der lokalen Flora und erleichterten durch ihr Suhlen das Eindringen von Salzwasser in Süßwasserhabitate. Sie veränderten damit ihren Lebensraum so nachhaltig, dass die Anzahl der dort lebenden Krokodile, des australischen Süßwasserfisches Barramundi und ähnlicher einheimischer Arten drastisch zurückging. Sie übertrugen außerdem Tuberkulose und Rinderbrucellose auf Hausrinder. Die Anzahl der verwilderten Wasserbüffel, von denen 1985 in Australien mit einem Bestand von 350.000 Tieren mehr als die Hälfte der weltweit nicht als Haustiere gehaltenen Wasserbüffel lebten, wird heute mit aufwändigen Abschussprogrammen reguliert. Die Dromedarpopulation wurde 2007 auf 800.000, 2009 auf eine Million geschätzt. In keinem anderen Land der Erde gibt es Herden derartiger Größe, und jährlich nimmt die Population um etwa 80.000 Tiere zu. Auch die Dromedare richten massiven Schaden im Ökosystem an und hindern die Bemühungen, die wüstenartigen Landschaften im Outback wieder zu begrünen.
46 Meeressäuger der Ordnung Cetacea oder Wale lassen sich in den Küstengewässern Australiens beobachten. Da die Mehrzahl der Arten eine weltweite Verbreitung haben, werden sie von einer Reihe von Autoren nicht als spezifisch der Fauna Australiens zugehörig betrachtet. Neun Arten der Bartenwale, darunter der Buckelwal, sind in den Küstengewässern Australiens zu beobachten. 37 Arten aus allen sechs Gattungen der Zahnwale, darunter 21 Arten der Delfine, kommen gleichfalls in den Küstengewässern vor. Der Australische Stupsfinnendelfin wurde erst im Jahre 2005 als eigenständige Art beschrieben. Einige der Delfine wie der Orca, kommen in den Küstengewässern rund um Australien vor; andere wie der Irawadidelfin sind nur in den wärmeren, nördlichen Küstengewässern zu finden.
Der Dugong ist der einzige pflanzenfressende Meeressäuger Australiens und kommt nur an der nordöstlichen und nordwestlichen Küste vor und bewohnt vor allem die Torres-Straße. Dieses bis zu 3 Meter lange und 400 Kilogramm schwere Tier zählt zu den gefährdeten Arten, da die Seegraswiesen, von denen es lebt, zunehmend gefährdet sind. Außerdem lassen sich noch elf Arten der Robben in den australischen Küstengewässern finden.

## Vögel

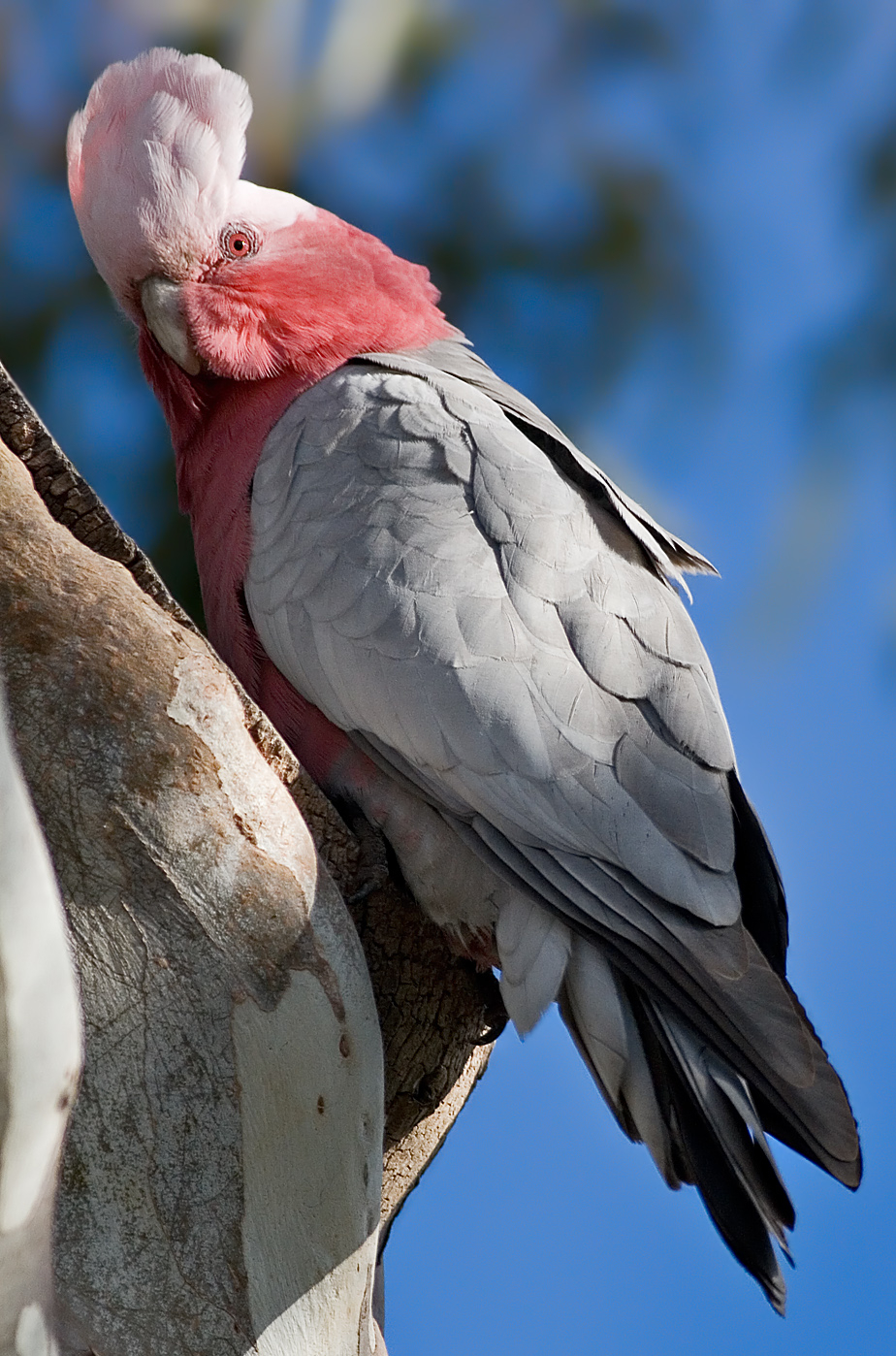
Rosakakadu (Eolophus roseicapilla)

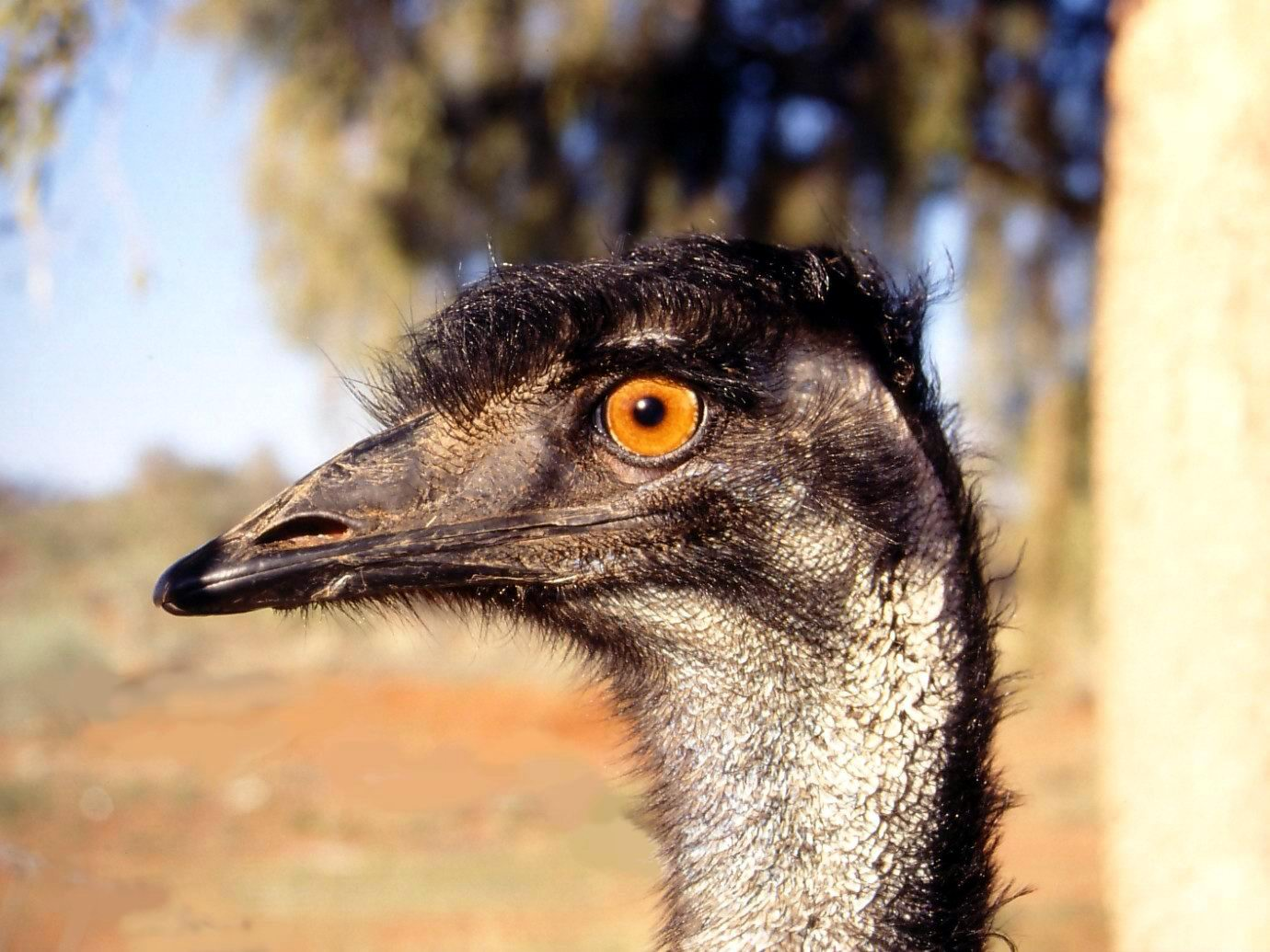
Großer Emu (Dromaius novaehollandiae)

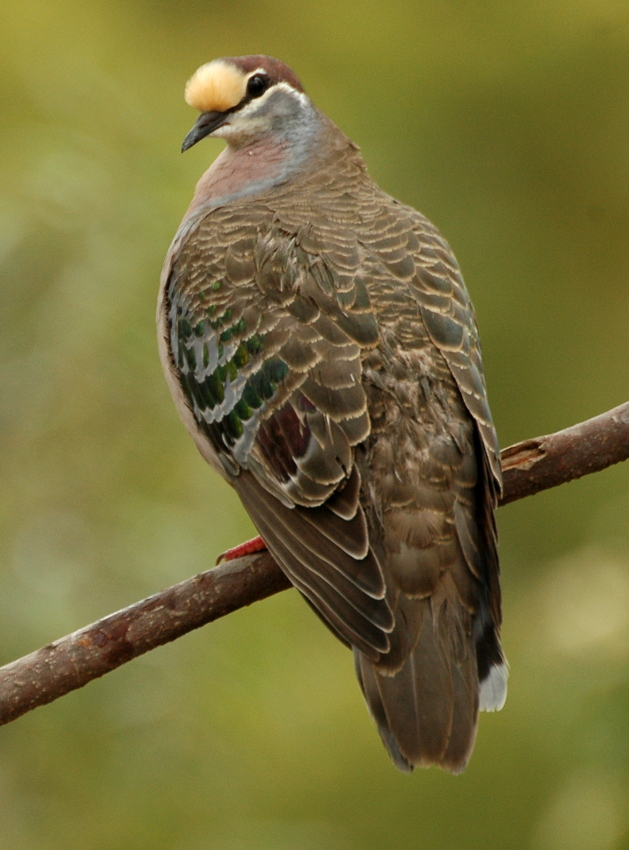
Bronzeflügeltaube

Australien beheimatet 800 Arten von Vögeln. 350 von ihnen gelten als endemisch für die zoogeografische Region von Australien, Neuguinea und Neuseeland. Auch ohne eingebürgerte Arten und überwinternde Sommergäste sind rund zwei Dutzend auch in Europa heimischer Arten in Australien vertreten. Dazu zählen Kormorane, Silber-, Seiden- und Kuhreiher, Rohrdommel, Sichler, Greifvögel wie Schwarzer Milan, Fischadler und Wanderfalke sowie die Schleiereule, einige Rallenarten wie Purpurhuhn, Blässhuhn und Zwergsumpfhuhn, Seeschwalben wie Lach-, Raub-, Rosen- und Rußseeschwalbe sowie der Cistensänger.
Der Fossilienbefund für Vögel ist in Australien nur bruchstückhaft, allerdings lassen sich einige Fossilien von Vorfahren heutiger Arten bereits für das späte Oligozän belegen. Einige Vögel gehören zu der Fauna Gondwanas, darunter die fluglosen Ratiten wie der Emu und der Kasuar sowie eine große Gruppe endemischer Papageien. Die australischen Papageien machen ein Sechstel der weltweiten Anzahl dieser Familie aus. Der bekannteste ihrer Vertreter ist der Wellensittich, der schon bald nach seiner Entdeckung zu einem beliebten Stubenvogel überall auf der Welt wurde und heute in vielen Farbschlägen gezüchtet wird. Die Wildform ist streng geschützt und darf nicht exportiert werden. Zu den bekanntesten und für Australien typischen Vertretern der Vögel zählen die Kakadus, zu denen auch der in Australien weit verbreitete Nymphensittich zählt. Die größte Kakaduart ist der Palmkakadu, der in Australien nur auf der Cape York Halbinsel vorkommt. Die kleinste Papageienart Australiens ist der Maskenzwergpapagei, der in drei Unterarten in tropischen und subtropischen Regenwäldern Nordost-Australiens verbreitet ist. Australien beheimatet auch einige Loriarten. Mit Allfarb-, Moschus-, Schuppen-, Purpurkron-, Rotmasken- und Buntlori ist diese Unterfamilie der Papageien allerdings nur mit wenigen Arten vertreten. In Australien sind auch zahlreiche Vertreter der Sittiche beheimatet. Ein für Papageien ungewöhnliches Habitat nutzt der Klippensittich, der ausschließlich an der Küstenlinie Australiens vorkommt und sich nur wenige hundert Meter vom Meer entfernt. Der mit ihm eng verwandte Goldbauchsittich ist mit einer Population von nur noch etwa 200 Individuen eine der seltensten Vogelarten Australiens. Australien beheimatet auch eine Reihe endemischer Taubenarten. Dazu gehören mit der Rotspiegeltaube und der Weißflügel-Steintaube zwei Lebensraumspezialisten, die im äußersten Norden Australiens vorkommen. Sie besiedeln nur steiniges und felsiges, stark zerklüftetes Gelände, wie es beispielsweise für die Katherine Gorge charakteristisch ist. Ein sehr großes Verbreitungsgebiet haben die Schopf- und die Spinifextaube, die fast ganz Australien besiedeln.
Die Familie der Eisvögel ist mit zehn Arten in Australien vertreten. Der bekannteste ist sicherlich der Jägerliest (oder auch Lachender Hans bzw. Kookaburra), der weltweit größte Vertreter der Eisvögel. Sein Vorkommen erstreckt sich über ganz Ost-Australien und dem südlichsten Ausläufer Westaustraliens. Sein nächster Verwandter, der Haubenliest ist nur wenig kleiner und unterscheidet sich hauptsächlich durch die blaugefärbten Flügel von seinem größeren Vetter. Der Rotbürzelliest ist der Eisvogel mit dem größten Verbreitungsgebiet in Australien. Bis auf Tasmanien kann man ihn nahezu überall auf dem australischen Kontinent antreffen. Dessen Verwandte Spiegelliest, Götzenliest und Halsbandliest kommen ebenfalls in Australien vor. Die kleinsten Vertreter dieser Vogelfamilie, Azurfischer und Papuafischer, nahe Verwandte des auch in Mitteleuropa heimischen Eisvogel, sind beide im Norden Australiens anzutreffen, das Verbreitungsgebiet des Azurfischers erstreckt sich aber auch über einen dünnen Küstenstreifen südwärts bis nach Tasmanien. Die beiden seltensten Eisvögel Australiens sind sicher der Paradiesliest, welcher lediglich von November bis April auf der Kap-York-Halbinsel im Norden Queenslands anzutreffen ist und der Gelbschnabelliest, der nur im nahezu unzugänglichen, nördlichsten Zipfel der Kap-York-Halbinsel lebt.
Der grün-blaue Regenbogenspint ist der einzige Vertreter der Bienenfresser in Australien. In Nordaustralien sind diese das ganze Jahr über anzutreffen. Weiter südlich lebende Vögel sind Zugvögel, welche in den Sommermonaten Oktober bis März dort brüten.
Groß ist auch die Anzahl der Sperlingsvögel, die in Australien zu finden sind. An der Familie der Prachtfinken, die von Afrika über Eurasien bis nach Australien verbreitet ist, lässt sich auch die Evolutionsgeschichte dieser Familie nachzuvollziehen. Grundsätzlich sind in Australien die jüngeren Arten dieser Familie zu finden und in Afrika die älteren. Für Australien typische Vertreter der Prachtfinken sind der als Ziervogel in Europa sehr beliebte Zebrafink und die mittlerweile in ihrer Heimat selten gewordene Gouldamadine.
Von Eurasien aus haben in erdgeschichtlich jüngerer Zeit Schwalben, Lerchen, Drosseln und Nektarvögel den australischen Kontinent besiedelt. Ähnlich wie bei den Höheren Säugetieren haben Akklimatisationsgesellschaften vor allem im 19. Jahrhundert eine Reihe von Vögeln eingeführt, die vor allem aus Europa stammen. Auch hier war die Motivation, die als artenarm empfundene Fauna Australiens zu bereichern und eine Tierwelt zu schaffen, die an Europa erinnerte. Einige der europäischen Arten wie der Goldammer und der Grünfink leben in Australien ohne negative Auswirkung auf den dortigen Vogelbestand. Andere Arten wie der Haussperling, die Amsel und der Europäische Star beeinflussen dagegen die australische Vogelwelt negativ; sie verdrängen konkurrenzschwächere Arten und destabilisieren Australiens Ökosystem.
Über 200 Arten von Seevögeln leben an Australiens Küste, darunter sehr viele Zugvögel. Australien liegt am südlichen Ende einer Zugstrecke, die vom Östlichen Russland, Sibirien und Alaska über Südostasien bis nach Australien und Neuseeland reicht. Etwa zwei Millionen Vögel folgen dieser Route von und nach Australien jedes Jahr.
Zu den typischen Seevögeln Australiens zählt der Brillenpelikan, der an fast allen Küsten gefunden werden kann. Die häufigste Möwenart ist die Silberkopfmöwe, die nur in Australien und einigen benachbarten Inseln vorkommt. Der Zwergpinguin ist der einzige Vertreter der Pinguine, der auf dem Festland Australiens brütet.

## Reptilien

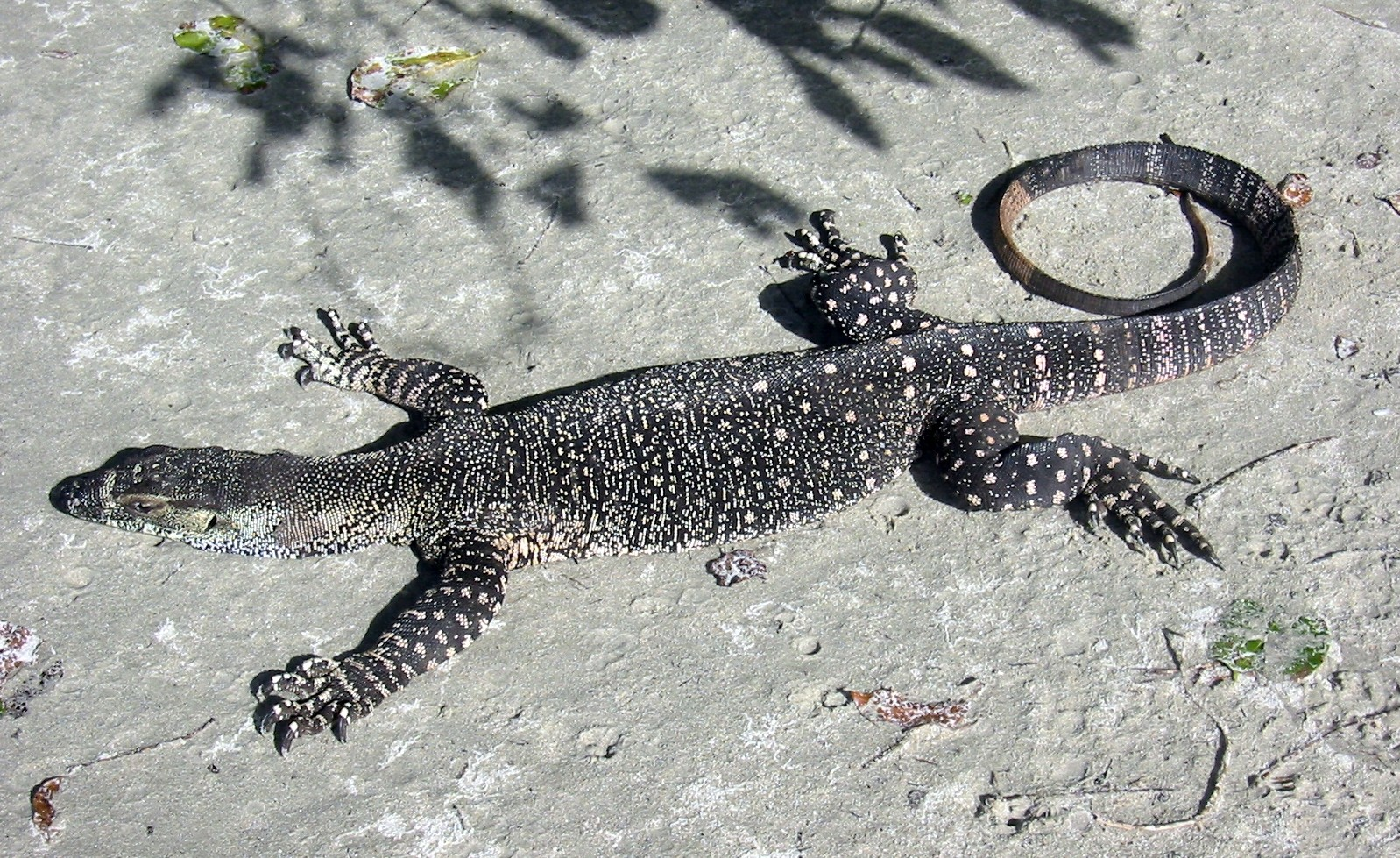
Buntwaran (Varanus varius)

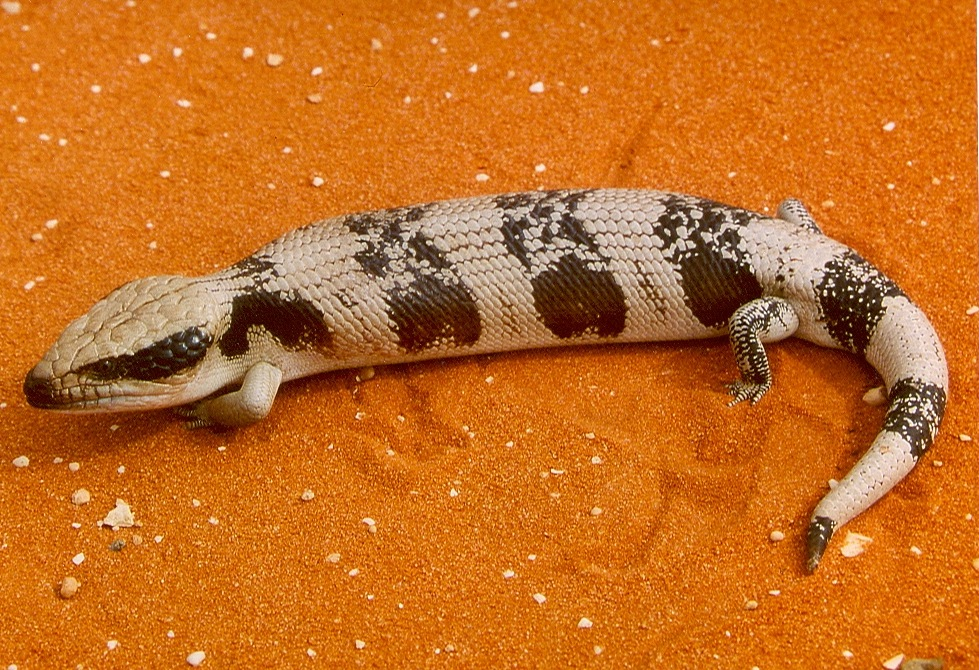
Westlicher Blauzungenskink (Tiliqua occipitalis). Charakteristisch ist ihre blaue Zunge

In Australien sind sowohl im Salzwasser als auch im Süßwasser lebende Krokodile heimisch. Das Salzwasserkrokodil, von den Australiern umgangssprachlich Salty genannt, ist die weltweit größte existierende Krokodilart. Es erreicht eine Körperlänge von bis zu sieben Meter und wiegt mehr als 1000 Kilogramm. Entgegen seinem Namen ist es auch im Süßwasser anzutreffen. Es ist gefürchtet, weil es immer wieder auch Menschen angreift und tötet. Das Salzwasserkrokodil wird in Australien auch wegen seines Fleisches und Leders auf Krokodilfarmen gezüchtet. Die zweite in Australien beheimatete Krokodilart ist das Johnson-Krokodil, das ausschließlich im Süßwasser lebt und im Allgemeinen für Menschen nicht gefährlich ist. Gelegentlich kommen beide Arten im selben Fluss vor; dies ist durch die Besetzung verschiedener ökologischer Nischen möglich. Während das Johnson-Krokodil auf Fisch spezialisiert ist, ernährt sich das Salzwasserkrokodil mehr von Vögeln und Säugetieren.
Die australische Küste wird von sechs Arten von Meeresschildkröten besucht, darunter die Suppenschildkröte. 29 Arten von Süßwasserschildkröten sind gleichfalls in Australien heimisch, die acht Gattungen der Familie Chelidae oder Schlangenhalsschildkröten zugeordnet werden. Nur eine davon ist in ihrem Verbreitungsgebiet auf Australien beschränkt. Landschildkröten fehlen dagegen in Australien.
Australien hat mehr giftige als ungiftige Schlangen. Sie vertreten insgesamt sieben Familien. Die giftigsten, darunter der Taipan und die Tigerottern, gehören der Familie der Giftnattern (Elapidae) an, von denen 86 der 200 Arten in Australien vorkommen. Die meisten Menschen, die in Australien an Schlangenbissen sterben, sterben am Biss der Braunschlangen, die ebenfalls zu den Giftnattern gehören. Auch viele der in den Küstengewässern Australiens zu findenden Seeschlangen sind ausgesprochen giftig. Zwei Arten der Warzenschlangen sind gleichfalls an Australiens Küste zu finden. Von den Nattern, die die artenreichste Familie der Schlangen darstellen, sind nur elf Arten in Australien zu finden. Keine dieser Arten ist in Australien endemisch; sie gelten als relativ junge Einwanderer aus dem asiatischen Raum. 15 Arten der Riesenschlangen sowie 31 Arten insektenfressender Blindschlangen sind ebenfalls in Australien vertreten. Der australische Amethystpython ist dabei die größte Schlangenart des Kontinents. Auch der seltener anzutreffende Grüne Baumpython hat seinen Lebensraum hier gefunden. Dieser erstreckt sich über die nördlichen Regenwälder von Cape-York.
In Australien leben mehr Echsen als irgendwo sonst auf der Welt. Sie repräsentieren fünf Familien. 115 Arten gehören zu 18 Gattungen der Geckos, die bis auf Tasmanien auf dem gesamten australischen Kontinent zu finden sind. Die Flossenfüße bilden eine Echsenfamilie, die überwiegend in Australien endemisch ist. Die 34 Arten ähneln sehr den Schlangen aufgrund ihrer langgestreckten Körper, ihrer zu verschuppten Fortsätzen zurückgebildeten Hinterbeine sowie der fehlenden Vorderbeine. Diese Tiere sind in der Lage, Töne zu erzeugen. Aufgrund gemeinsamer Merkmale gelten sie als mit den Geckos verwandt. Lediglich eine dieser Arten ist nicht in Australien beheimatet.

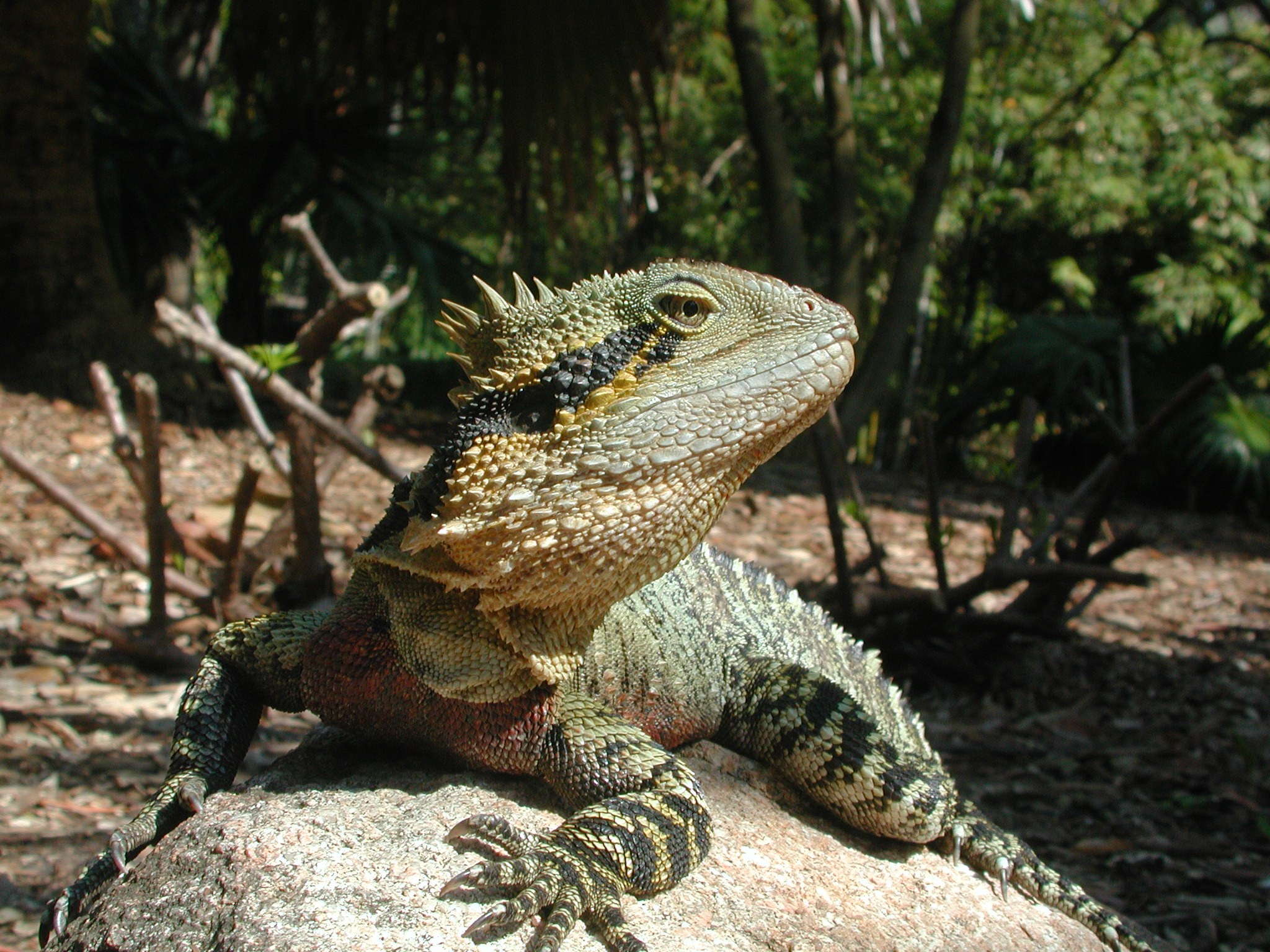
Australische Wasseragame (Physignathus lesueurii)

Die Agamen werden durch 66 Arten aus 13 Gattungen repräsentiert. Zu ihnen zählt die Kragenechse, die bei Gefahr ihr Maul aufreißt und dadurch ihren grell gefärbten Kragen aufstellt. Der aufgerichtete Kragen wird zusätzlich durch verlängerte Kieferknochen unterstützt. Zusätzlich stellt sie sich auf die Hinterbeine und gibt zischende Geräusche von sich und schlägt mit dem Schwanz auf den Boden. Sie wirkt dadurch bedrohlicher und größer als sie ist. Um den Eindruck noch zu verstärken, stellt sie sich oft auf einen erhöhten Platz. Bis zu 30 Zentimeter kann der Kragen bei größeren Tieren vom Körper abstehen. Mit dem aufgestellten Kragen regelt sie auch ihre Körpertemperatur. Ebenfalls zu den Agamen zählt der Dornteufel, der in besonderer Weise an das Leben in den australischen Wüsten angepasst ist. Die Haut des Dornteufels ist von winzigen Furchen durchzogen. Durch die Kapillarkräfte der Furchen wird alle Feuchtigkeit direkt in Richtung Mundwinkel geführt, wo das Tier sie aufnehmen kann. Auf diese Weise kann die Echse den morgendlichen Tau der kalten Wüstennächte ausnutzen oder sie kann trinken, indem sie beispielsweise ein Bein ins Wasser taucht.
26 Arten der Warane, beispielsweise Goulds Waran, leben in Australien, wo sie als Goannas bezeichnet werden. Der größte unter ihnen ist der Riesenwaran, der eine Körperlänge von zwei Metern erreichen kann, kleinster Vertreter ist Gillens Zwergwaran, der nur 38 Zentimeter lang wird. 50 % der in Australien lebenden Echsen, etwa 389 Arten, gehören allerdings den Skinken an. Zu ihnen gehört die Blauzungenskinke, die eine sehr große und bewegliche, oft leuchtend blaue Zunge besitzen.

## Amphibien

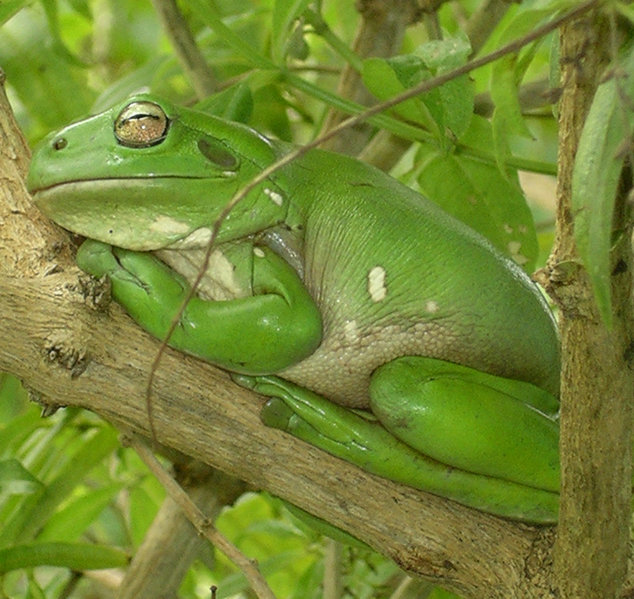
Der Korallenfinger (Litoria caerulea) ist ein besonders großer Laubfrosch

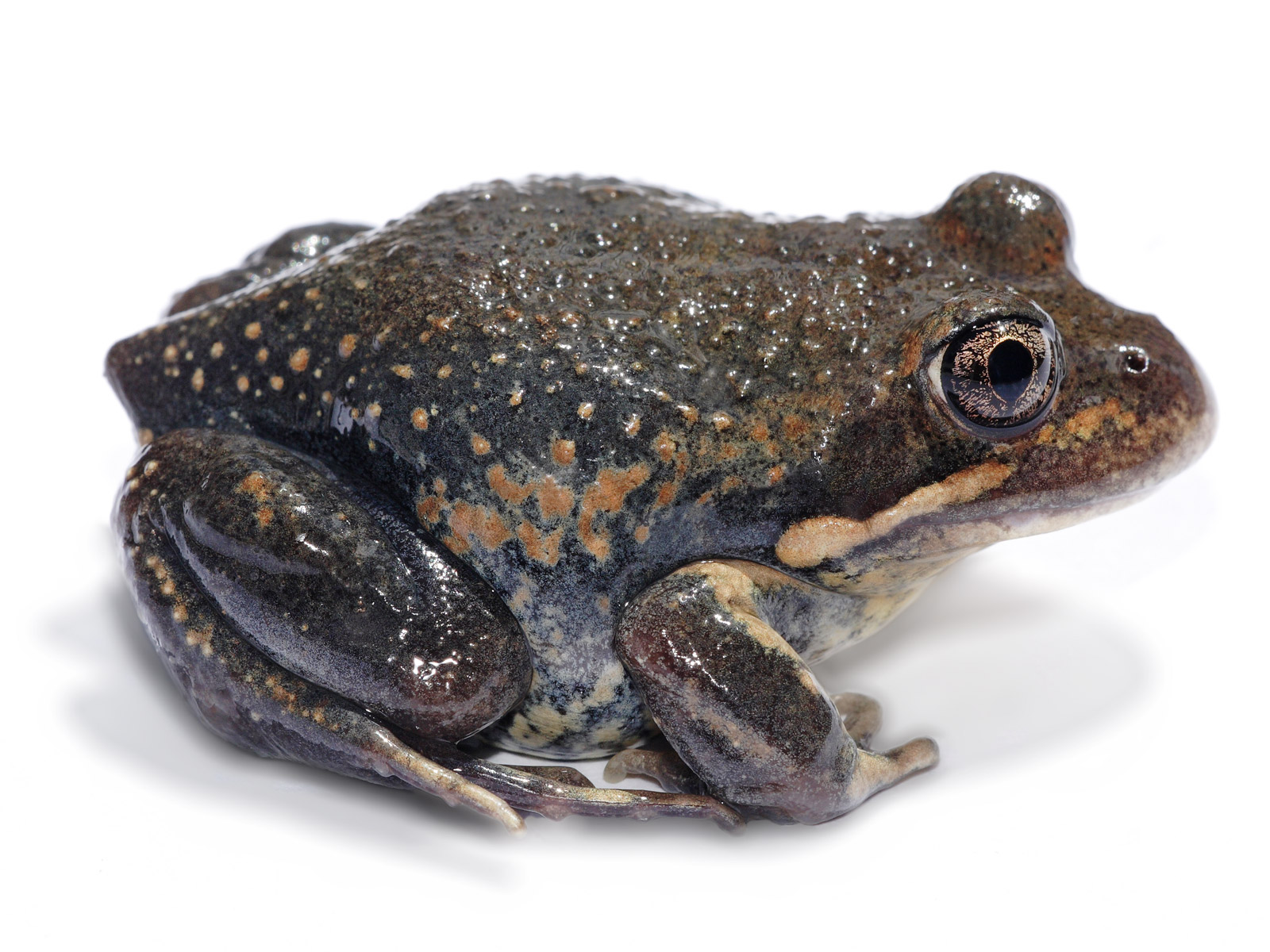
Ein Östlicher Banjo-Frosch (Limnodynastes dumerilii) aus der Familie der Australischen Südfrösche

In Australien sind etwa fünf Familien von Froschlurchen mit 227 Arten einheimisch. Die Schwanzlurche fehlen dagegen auf diesem Kontinent. Die bekannteste Vertreterin der Amphibien ist allerdings eine eingeführte Art, die Agakröte (Bufo marinus). Sie wurde ab 1935 eingebürgert, um Schädlinge in Zuckerrohrplantagen zu bekämpfen. Der Versuch scheiterte – die Agakröten breiteten sich jedoch in Australien stark aus und gehören heute zu den verhasstesten Neozoen. Gegen Feinde setzt sich die Aga-Kröte mit giftigen Substanzen zur Wehr, die sie insbesondere aus den beiden großen Hinterohrdrüsen absondert. Mit diesem Sekret wird die Haut überzogen; es kann aber auch aktiv bis zu 30 Zentimeter weit verspritzt werden. Die Augen und Mundschleimhäute von Angreifern werden durch die Gifte stark gereizt. Sie können beispielsweise für Säugetiere oder auch größere Reptilien bei Verzehr der Kröten durchaus tödlich sein. Bei Menschen kommt es beim bloßen Kontakt zu starken Schleimhaut- und Hautreizungen. Die Einführung der Aga-Kröte durch den Menschen hat zur Destabilisierung des Ökosystems Australiens beigetragen. Der starke Populationsrückgang von einheimischen Reptilien wird unter anderem auf ihre Ausbreitung zurückgeführt. Selbst Krokodile können nach dem Verzehr mehrerer Agakröten verenden.
Zu den formenreichen Gruppen der einheimischen Froschlurche zählen die Australischen Südfrösche (Myobatrachidae i. w. S.), von deren 128 Arten in 21 Gattungen hier 122 vorkommen. Eine zoologische Kuriosität stellen darunter die beiden Arten der Magenbrüterfrösche (Rheobatrachus) dar, die allerdings inzwischen als ausgestorben oder verschollen gelten. Groß ist auch die Artenzahl von Laubfröschen aus der Familie Hylidae; diese sind vor allem in den Regenwäldern der nördlichen und östlichen Küste zu finden. Von der Gattung Litoria (Australische Laubfrösche) sind auf dem Kontinent etwa 68 Arten vertreten. Am bekanntesten ist wohl der große Korallenfinger (Litoria caerulea). Der in Trockengebieten vorkommende Wasserreservoirfrosch (Cyclorana platycephala) kann als Anpassung an die Trockenheit in seiner Blase und in den Unterhauträumen so viel Wasser durch die Haut aufnehmen und speichern, dass er völlig aufgedunsen wirkt. Aborigines mach(t)en sich dies zunutze, indem sie nach den Fröschen suchen und das Wasser zum Trinken verwenden.
Die 19 australischen Arten der Engmaulfrösche (Microhylidae) sind in ihrem Verbreitungsgebiet auf die Regenwälder im Nordosten beschränkt. Die sonst weltweit verbreitete Familie der Echten Frösche ist mit lediglich einer Art, dem Australischen Waldfrosch (Rana daemeli) vertreten. Er kommt ebenfalls schwerpunktmäßig in den Regenwäldern von Queensland vor.
Der global zu beobachtende Trend eines starken Rückgangs von Froschlurchen, der als „Amphibian Decline“ Eingang in die Fachliteratur gefunden hat, lässt sich auch hier feststellen. Die genauen Ursachen sind noch nicht endgültig geklärt. Unter anderem werden die – besonders in Australien und der Südhemisphäre – erhöhte ultraviolette Strahlung infolge der zurückgehenden Ozonschicht, eine Pilzkrankheit und Pestizide als Einflussfaktoren angesehen (vergleiche: Amphibien).

## Fische
Mehr als 4400 Arten von Fischen bewohnen die Gewässer Australiens, die meisten davon leben im küstennahen Meer. Es gibt nur knapp über 250 bisher beschriebene Süßwasserfischarten in Australien (Europa 540 Arten, USA 890 Arten, China 1300). Dazu kommen noch 60 bis knapp über 100 Arten die bekannt aber bisher unbeschrieben sind. Mehr als 90 % der australischen Süßwasserfische kommen nur hier vor. Dies ist auf die lange geografische Isolierung Australiens und die relative Seltenheit von Süßwasser auf diesem Kontinent zurückzuführen. Zu den bekanntesten Süßwasserfischen gehört der Barramundi, der häufig beangelt wird.

### Süßwasserfische

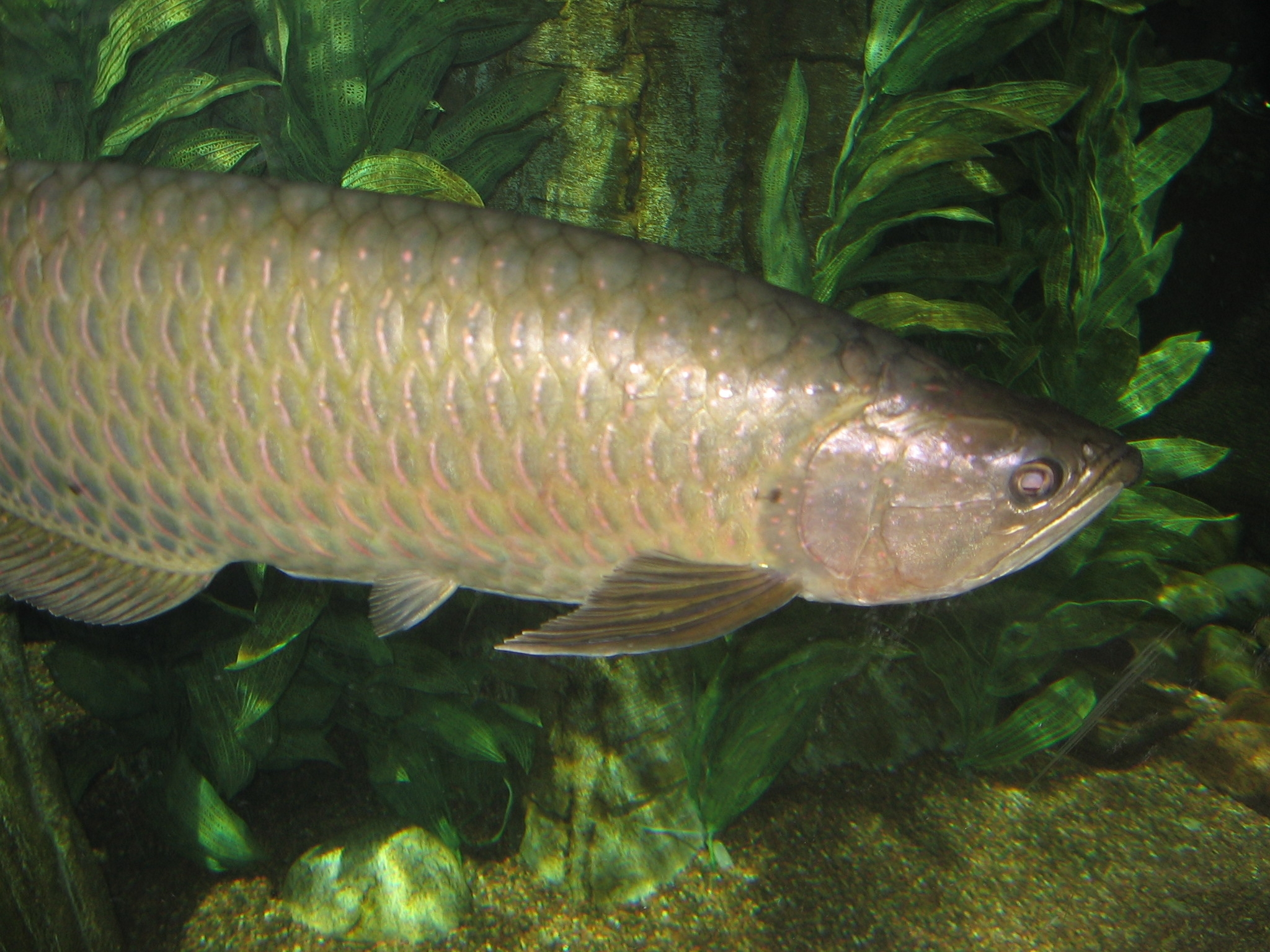
Scleropages jardinii

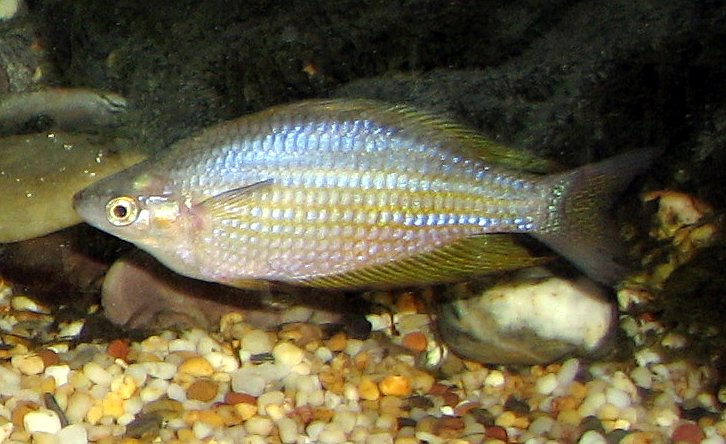
Kap York-Regenbogenfisch (Melanotaenia splendida)

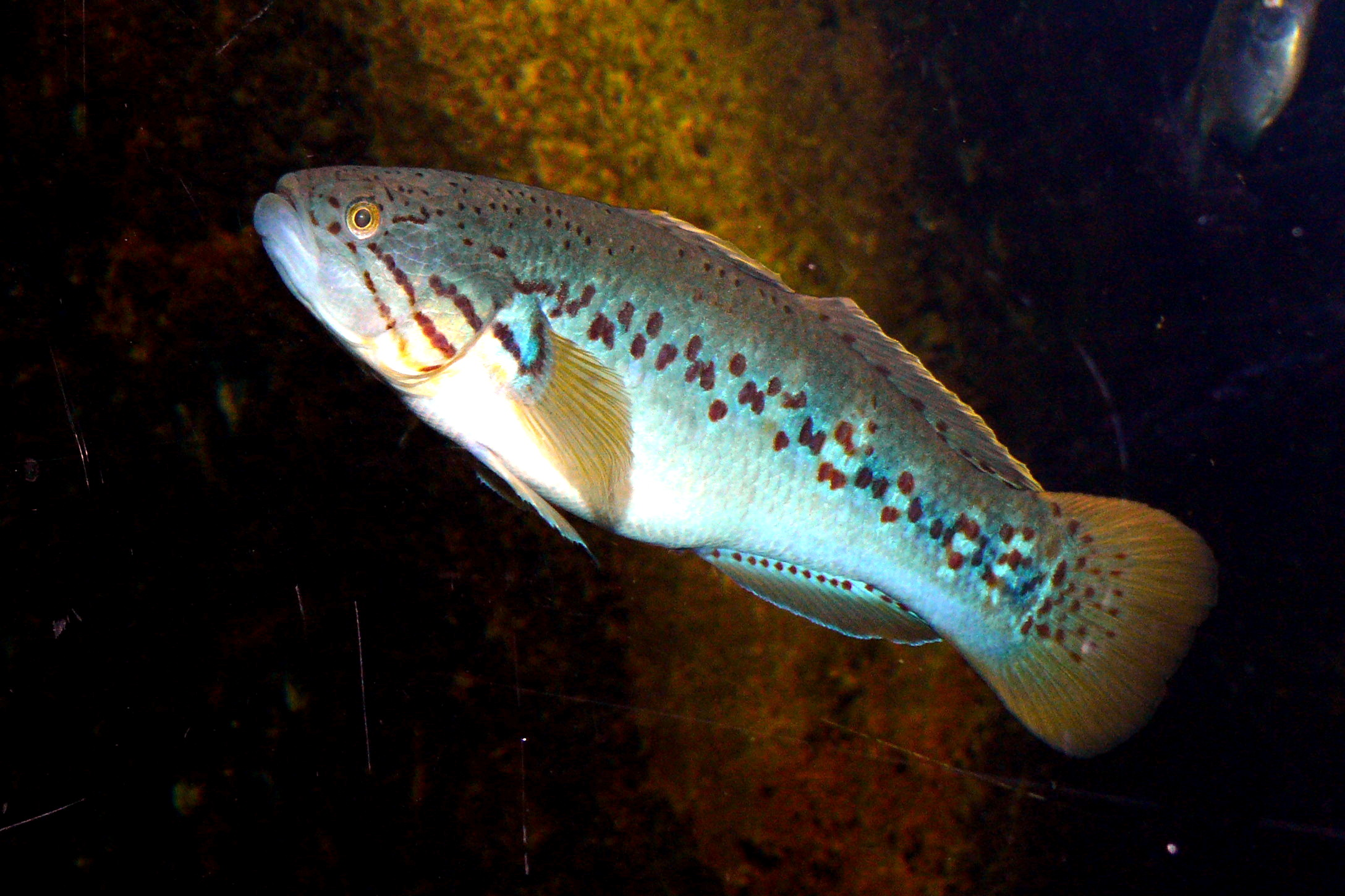
Violettgepunktete Schläfergrundel

Primäre Süßwasserfische sind der Australische Lungenfisch, der Salamanderfisch (Lepidogalaxis salamandroides), die Knochenzüngler Scleropages jardinii und Scleropages leichardti, sowie die Dorschbarsche. Diese gehören damit lediglich fünf Familien an. Einige der Familien lassen sich auf die Fauna Gondwanas zurückführen, darunter die Knochenzüngler und der Australische Lungenfisch, der der ursprünglichste unter den heute noch lebenden Lungenfischen ist. Zu den ungewöhnlichsten Fischen zählt der Salamanderfisch, der im Südwesten von Westaustralien vorkommt. Er ist einer der kleinsten Süßwasserfische und übersteht Trockenzeiten, indem er sich im Schlamm eingräbt.
Artenreicher sind die sekundären Süßwasserfische, die von marinen Vorfahren abstammen, die ins Süßwasser gewandert sind. Sie lassen sich in zwei Gruppen einteilen. 70 % der Süßwasserarten der australischen Fischwelt zeigen eine Verwandtschaft mit den tropischen Fischen des indopazifischen Raums. Zu dieser Gruppe gehören vier Arten der Flussaale (Anguilla), der Australische Süßwasserhering (Nematalosa erebi) und die Heringsart Potamalosa richmondia, mehrere Arten der Kreuz- und Korallenwelse, der Hornhecht Strongylura krefftii, der Halbschnabelhecht Arrhamphus sclerolepis, die Regenbogenfische (Melanotaeniidae) und die Blauaugen (Pseudomugilidae). Der Höhlen-Kiemenschlitzaal (Ophisternon candidum), sowie eine weitere nah verwandte Art, leben in den unterirdischen Wasserläufen von Nordwestaustralien. Auch die Familie der Glasbarsche, die mit mehreren Arten der Gattungen Ambassis und Denariusa vertreten ist, gehört in diese Gruppe.
Die südliche Gruppe umfasst vor allem Arten, die ihren Ursprung in gemäßigten und kalten Gewässern haben und deren Verwandte auch in Neuseeland vorkommen. Es sind dies drei Arten der Neunaugen (Geotria australis, Mordacia mordax, M. praecox), von den Neuseelandlachsen der Australische Stint (Retropinna semoni), der Tasmanische Stint (R. tasmanica) und der Australische Forellenhechtling (Prototroctes maraena). Außerdem gehören hierzu die Galaxien Aplochiton und Lovettia sealii sowie Pseudaphritis urvilli aus der Unterordnung der Antarktisfische.
Eine Reihe von Süßwasserfischen wurde durch den Menschen in den Gewässern Australiens ausgesetzt. Dazu zählen die Bach- und Regenbogenforelle, der Atlantische Lachs und der Königslachs, Flussbarsche, Karpfen und Moskitofische aus der Gattung der Gambusen. Die meisten der ausgesetzten Arten haben einen negativen Effekt auf die einheimische Fischwelt Australiens. Moskitofische gelten als besonders aggressive Tiere, die andere Fische vertreiben und deren Flossen anfressen. In den Gewässern, in denen sie ausgesetzt wurden, zeigt sich eine deutliche Populationsabnahme und teilweise auch ein regionales Aussterben kleiner, einheimischer Fischarten. Besonders bedroht ist Scaturiginichthys vermeilipinnis. Ähnliche Auswirkungen haben die ausgesetzten Forellenarten, die auch am Rückgang australischer Froscharten beteiligt sind. Karpfen haben einen großen Anteil am Rückgang von Unterwasserpflanzen in australischen Flüssen.

### Meerwasserfische

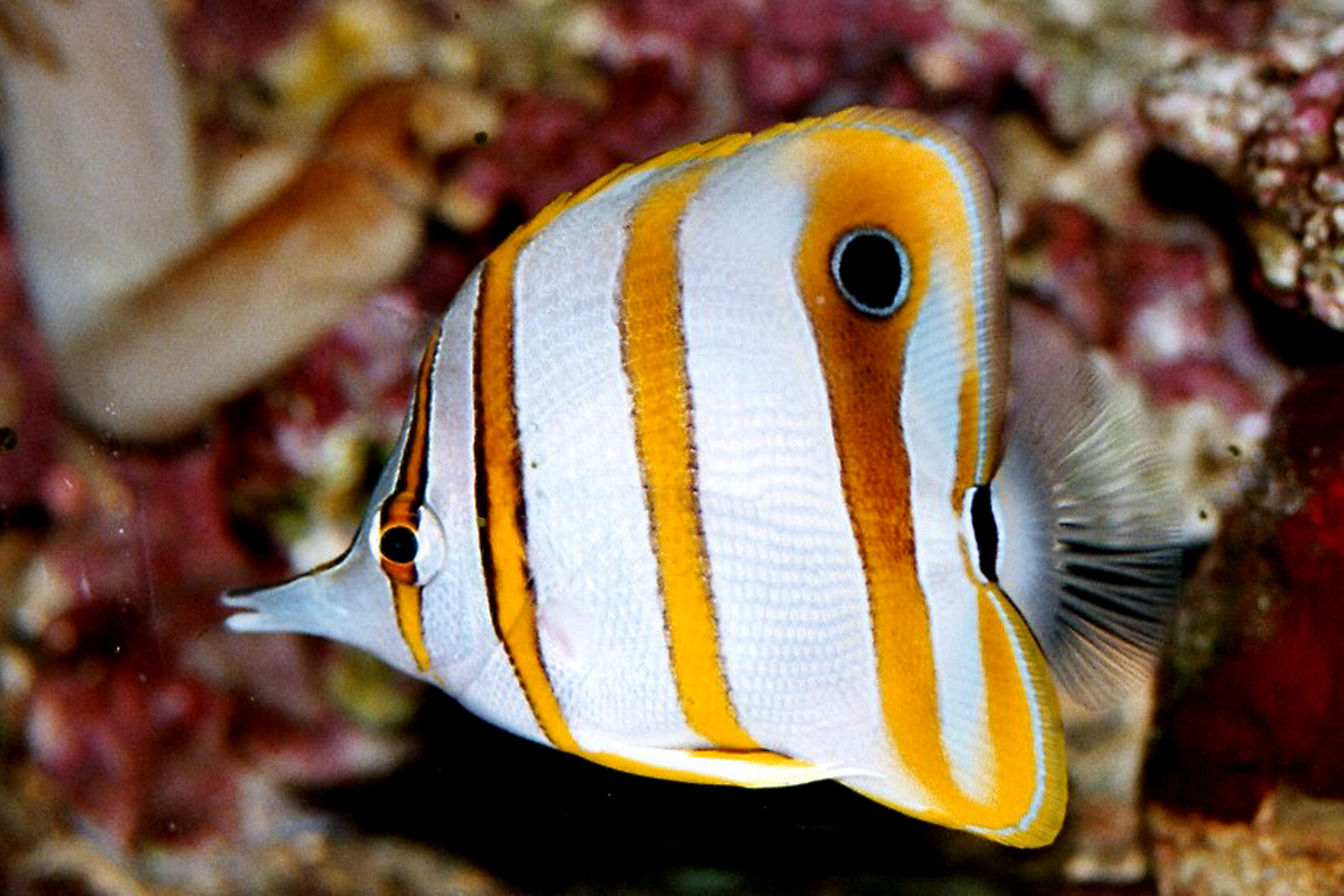
Kupferstreifen-Pinzettfisch

Meeresfische, die gelegentlich das Süßwasser aufsuchen kommen aus den Familien der Tigerfische, der Schützenfische, der Meeräschen, Grundeln und Schläfergrundeln. Aus den beiden letztgenannten Familien haben sich in Australien auch viele reine Süßwasserarten entwickelt, wie die Gattungen Chlamydogobius, Mogurnda, Kimberleyeleotris oder Philypnodon. Weitere Arten aus dem Meer sind der Australische Kurter (Kurtus gulliveri), die Seezunge Aseraggodes klunzingeri und die Hundszunge Cynoglossus heterolepis aus der Ordnung der Plattfische. Im Northern Territory findet man außerdem auch zwei im Süß- und Brackwasser lebende Arten der Flusshaie (Speerzahnhai und Glyphis garricki). Beide Arten sind in ihrem Bestand gefährdet und streng geschützt.
Zu den interessantesten Arten der Salzwasserfische zählen die Muränen, Soldaten- und Husarenfische, Seenadeln und Seepferdchen. Achtzig Arten von Zackenbarschen kommen vor, darunter der Dunkle Riesenzackenbarsch (Epinephelus lanceolatus), der bis zu 2,7 Meter lang und 400 Kilogramm schwer wird. Er zählt zu den größten Knochenfischen der Welt. Der große Artenreichtum der australischen Gewässer ist vor allem auf das Great Barrier Reef zurückzuführen, wo zahlreiche kleine bis mittelgroße Rifffische leben. Dazu zählen die Riffbarsche, deren bekannteste Vertreter die Anemonenfische sind, die in Symbiose mit Seeanemonen leben. Weitere Arten kommen aus den Familien der Falterfische, der Kaiserfische, der Grundeln, der Kardinalbarsche, der Lippfische, der Drückerfische und der Doktorfische. Eine Reihe der Fische ist giftig; dazu zählen die Kugelfische, der Pazifische Rotfeuerfisch sowie die Arten der Stechrochen. Zu den größten Arten, die am Great Barrier Reef leben, gehören die Barracudas. Für den menschlichen Verzehr sind die meisten Arten nicht geeignet, da die Gefahr einer Ciguatera-Vergiftung besteht.

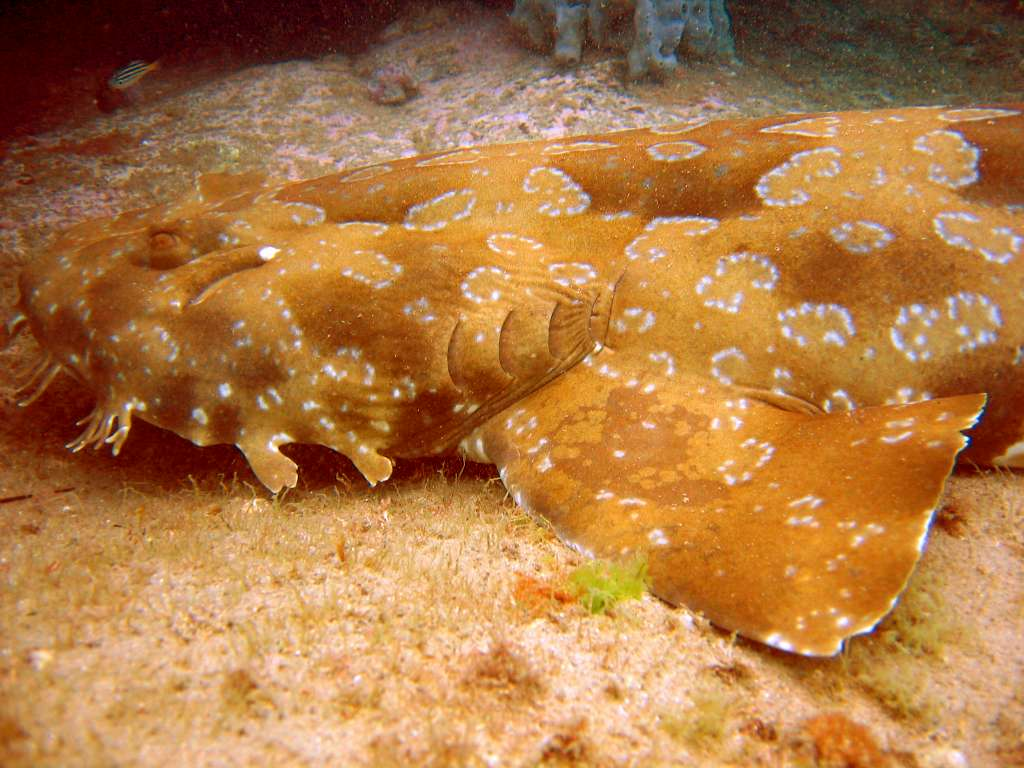
Wobbegong (Orectolobus maculatus)

Haie bewohnen sowohl die Küstengewässer als auch die Brackwasserzonen Australiens. Insgesamt sind 166 Arten vertreten, dazu zählen 30 Arten der Requiemhaie, 32 der Katzenhaie, sechs der Teppichhaie und 40 der Dornhaie. 1988 fand man auch einen Riesenmaulhai am Strand von Perth. Diese Art gilt als wenig erforscht und ist möglicherweise gleichfalls regelmäßig in den Gewässern Australiens vertreten.
Im Jahr 2004 kam es an den Stränden Australiens zu 12 Angriffen von Haien auf Menschen. Bei zwei davon kamen Menschen um. Generell gelten drei Arten der Haie als für den Menschen besonders gefährlich; der Weiße Hai, der Tigerhai und der Bullenhai. Zu Angriffen kommt es gelegentlich auch durch Port-Jackson-Stierkopfhaie, die häufig am Boden flacher Uferteile ruhen. Treten Badende auf sie, wehren sie sich gelegentlich durch Bisse. Einige der beliebtesten Strände in Queensland und New South Wales werden durch Netze geschützt. Diese Maßnahme ist als Schutz für Menschen wirkungsvoll, hat aber auch zur Folge, dass die Populationen sowohl gefährlicher als auch harmloser Haie abnehmen, da sie sterben, wenn sie sich im Netz verfangen.
Die Befischung von Haiarten in Australiens Gewässern hat die Haipopulationen gleichfalls signifikant zurückgehen lassen. Einige Arten gelten mittlerweile als gefährdet.

## Wirbellose
Von den etwa 200.000 Tierarten, die in Australien leben, sind 96 % Wirbellose. 90 % der dazu zählenden Insekten gelten als endemisch. Wirbellose besetzen zahlreiche ökologische Nischen und spielen in allen australischen Habitaten eine wichtige Rolle als Bestäuber und Teil der Nahrungskette. Die größte Gruppe der Wirbellosen machen die Insekten aus, zu denen etwa 75 % der bekannten australischen Tierarten gehören. Von diesen sind die Käfer (Coleoptera) am bedeutendsten, von denen etwa 28.000 Arten bekannt sind. Etwa 20.000 weitere Arten werden den Schmetterlingen (Lepidoptera) zugeordnet und etwa 12.800 den Hautflüglern (Hymenoptera). Die Zweiflügler (Diptera), zu denen die Fliegen und Mücken zählen, machen etwa 7.800 Arten aus. Etwa 3.000 Arten der Geradflügler (Orthoptera), darunter Heuschrecken und Grillen, gehören gleichfalls zu der Fauna Australiens. Auch für Wirbellose gilt, dass eingeführte Arten einen signifikant negativen Einfluss auf die Ökosysteme Australiens haben. Zu den eingeführten Arten, die einheimische Arten verdrängen, zählen Kurzkopfwespen, Bienen, Hummeln und die Rote Feuerameise.

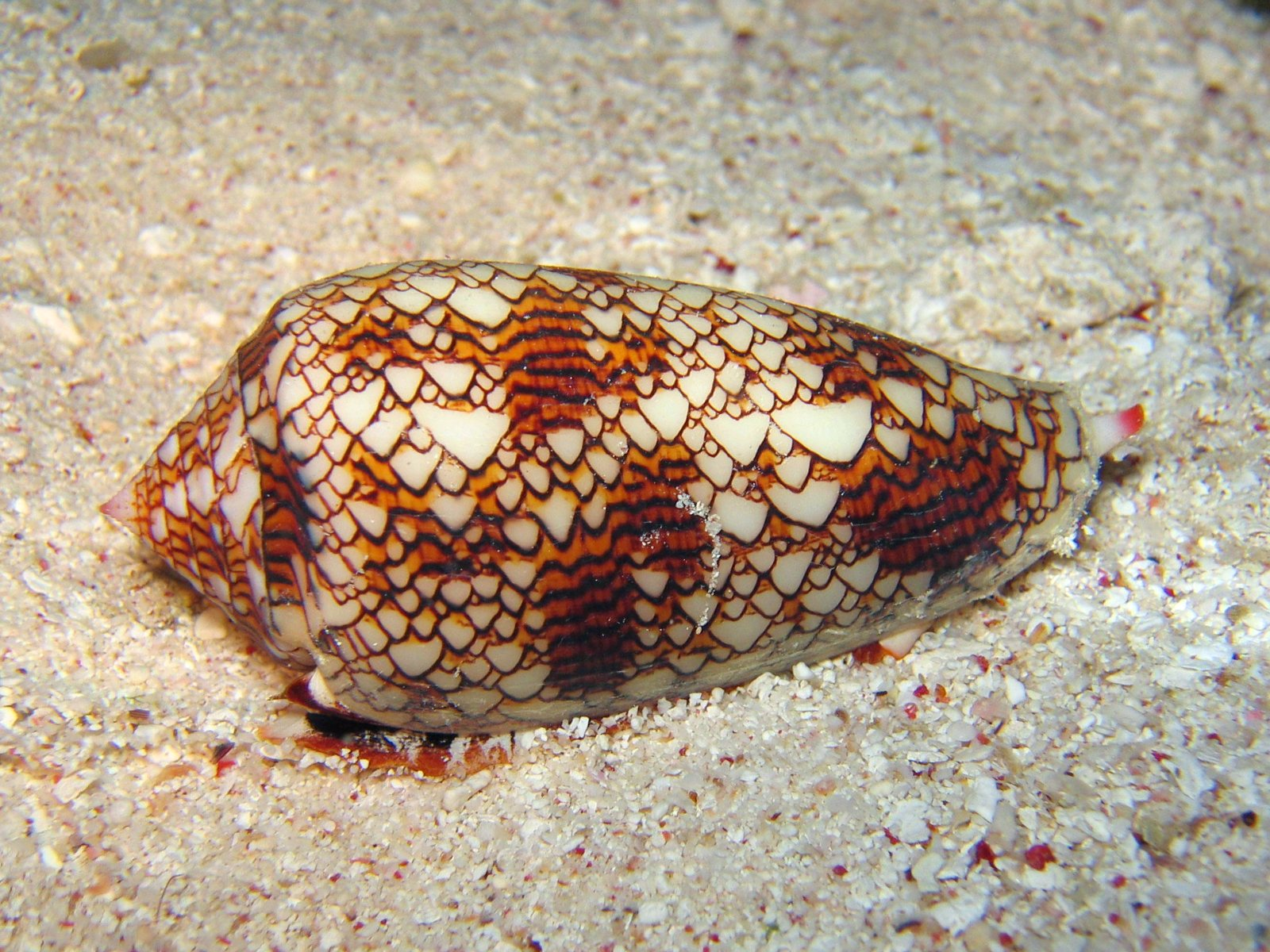
Conus textile, eine Kegelschnecke

Australien verfügt über eine große Anzahl von Spinnentieren (Arachnida). Dazu gehören Webspinnen, die auch vielen Laien geläufig sind. Zu den giftigen Arten zählt vor allem die berüchtigte Atrax robustus, im englischen „Sydney Funnel-Web Spider“ genannt. Sie ist sehr giftig und gehört zur Familie der Hexathelidae. Sie kommt im Stadtgebiet und in der Umgebung von Sydney vor und legt ihre trichter- oder röhrenförmigen Netze an feuchten, kühlen Stellen auch in Häusern an. Ihr Biss kann ein Kind innerhalb von 15 Minuten töten. Ein Gegengift steht seit 1980 zur Verfügung. Auch die giftige Latrodectus hasselti, in Australien „Redback Spider“ genannt, die zu den Echten Witwen (Latrodectus) gehört, ist ein Kulturfolger. Das über 10 Millimeter lange Weibchen, die in und an Häusern siedelt, trägt in der Regel auf dem Hinterleibsrücken ein breites, rotes Längsband und auf der Bauchseite eine uhrenglasförmige, rote Zeichnung. 
Von den Wenigborstern (Oligochaeta) sind zwei Familien in Australien vertreten: die Enchyträen (Enchytraeidae) und die Megascolecidae. Zu letzterer Familie zählt der bisher größte bekannte Wenigborster Megascolides australis mit durchschnittlich 80 Zentimeter Länge. Man hat aber auch schon Exemplare gefunden, deren Länge 3 Meter erreichte. Die Würmer sind dann bis zu 3 Zentimeter dick. Sie leben im australischen Busch und werfen über ihren Gängen kleine, vulkanartige Hügel auf, die einem erwachsenen Menschen bis ans Knie reichen können.
Etwa 124 Arten der Australischen Flusskrebse (Parastacidae) bewohnen die australische Region. Einige der Arten können längere Trockenperioden überstehen, in dem sie sich bis zu 75 Zentimeter tief im Erdboden eingraben. Von kommerzieller Bedeutung ist Euastacus armatus, der bis zu 45 Zentimeter lang wird. Einige Arten wie der Yabbi (Cherax destructor) und der Marron (Cherax tenuimanus) werden auch kommerziell in Shrimp-Farmen gezüchtet.
Auch in den Gewässern entlang Australiens Küste finden sich viele Wirbellose. Besonders artenreich ist das Great Barrier Reef. Hier leben zahlreiche Vertreter der Schwämme, der Blumentiere, der Stachelhäuter und Weichtiere. Auch hier finden sich einige sehr giftige Arten. Dazu gehören die Seewespen, zwei in derselben Familie stehende und eng verwandte Würfelquallen-Arten (Cubozoa), die mit wissenschaftlichem Namen Chiropsalmus quadrigatus, Chironex fleckeri, Carukia barnesi (= "Irukandji") und Morbakka fenneri heißen. Letztere ist wahrscheinlich der am meisten gefürchtete Organismus pazifischer Badestrände. Ganze Badegebiete werden in Australien eingezäunt, um sich vor diesen Tieren zu schützen. Auch der Blaugeringelte Krake und zehn Arten der Giftzüngler zählen zu den gefürchteten Wirbellosen.

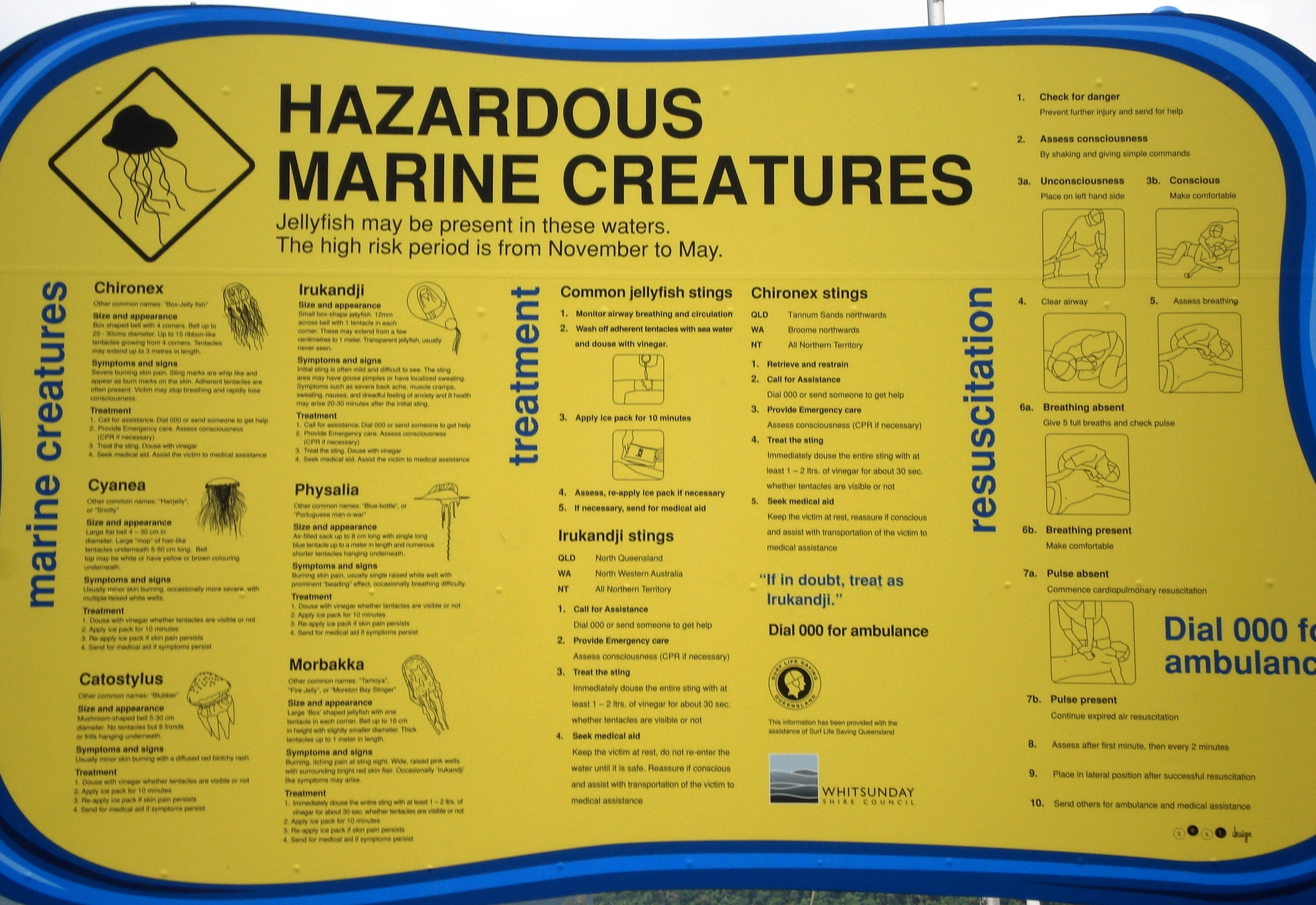
Informationstafel zu giftigen Quallen (u. a. Irukandji, Chironex fleckeri) und der Behandlung

Neben den giftigen Tieren gelten aber auch andere Meereswirbellose als problematisch. Der Dornenkronenseestern bewohnt Korallenriffe normalerweise mit sehr geringen Individuenzahlen. Aus Gründen, die bis jetzt noch nicht völlig verstanden sind, kommt es gelegentlich zu starken Populationsanstiegen, bei denen die Steinkorallen schneller gefressen werden, als sie sich regenerieren. Auch die Ökosysteme der australischen Küstengewässer sind gefährdet. Durch Ballastwasser wurden Muscheln und Stachelhäuter eingeschleppt, die die einheimischen Arten verdrängen.
In den Küstengewässern findet man auch zahlreiche Krebstiere; dazu zählen zahlreiche Vertreter der Zehnfußkrebse wie Einsiedlerkrebse, Riffhummer, Garnelen und Langusten. Zu den weniger bekannten Tiergruppen gehören die Remipedia, die Cephalocarida, Branchiopoda, Maxillopoda (zu denen unter anderem die Fischläuse und die Ostracoda gehören).

## Pleistozäne Megafauna Australiens

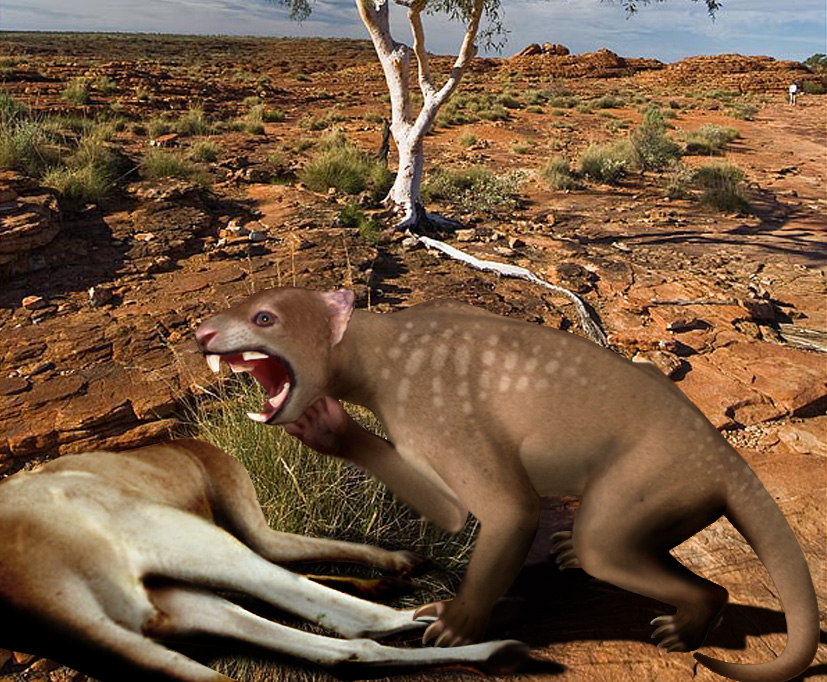
Der ausgestorbene Beutellöwe

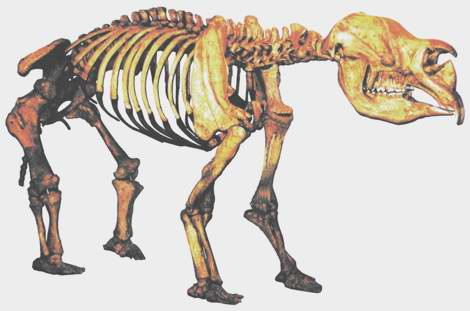
Diprotodon-Skelett

Australien beherbergte im Pleistozän eine reichhaltige Großtierfauna, zu der das riesige Diprotodon, das Beutelnashorn Zygomaturus, der Beutellöwe, der Beuteltapir Palorchestes, große Kurzschnauzenkängurus (Procoptodon, Simosthenurus), das Riesenrattenkänguru Propleopus, der Waran Megalania und der riesige Vogel Genyornis zählten. Im Zuge der Quartären Aussterbewelle verlor Australien von den 24 Großtiergattungen (solche, die Vertreter mit 45 kg und mehr enthielten) alle mit Ausnahme einer einzigen, der der großen Kängurus (Macropus). Die meisten dieser Großtierarten dürften vor rund 50.000 Jahren ausgestorben sein, was stark mit dem ersten Erscheinen von Menschen auf dem Kontinent korreliert.

## Australiens Fauna und der Mensch

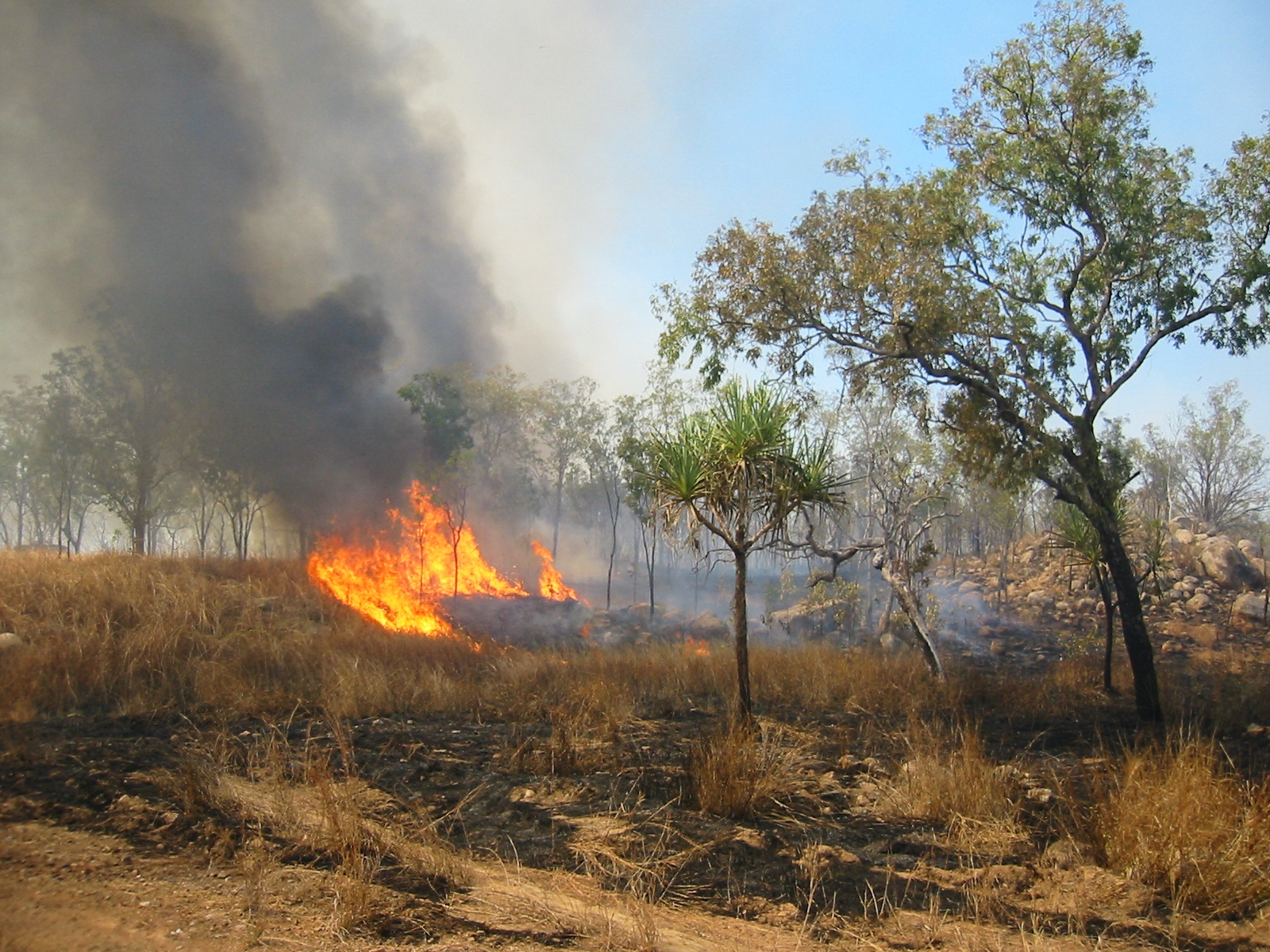
Buschfeuer im Kakadu-Nationalpark

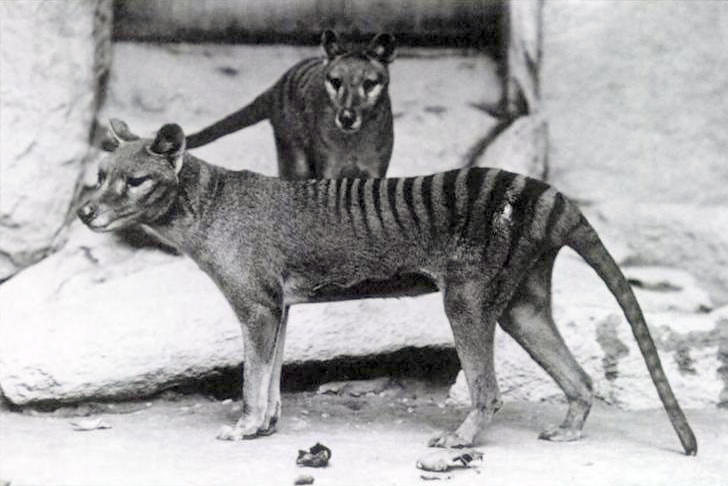
Beutelwölfe im Zoo in Washington, D.C. (1902)

Für mehr als 40.000 Jahre hat die Fauna Australiens eine integrale Rolle im traditionellen Lebensstil der Aborigines gespielt. Zu den von ihnen bejagten Tieren zählten die Beutelsäuger (z. B. der ausgestorbene Beutelwolf), Robben und Fische. Als Nahrungsgrundlage wurden auch Weichtiere und einige Insektenarten wie der Bogong-Falter genutzt. Zu ihrer Jagdweise gehörte der gezielte Einsatz von Buschfeuern. Nach wie vor diskutiert wird, inwieweit die Aborigines am Aussterben der australischen Megafauna beteiligt sind, zu denen einige Pflanzenfresser wie das riesige Diprotodon, die Kurzschnauzenkängurus und die flugunfähigen Vögel der Gattung Genyornis gehören. Archäologische Belege haben sich dafür bis jetzt nicht finden lassen. Als weitere mögliche Ursache könnte auch der Klimawandel im Pleistozän am Aussterben der Arten beteiligt gewesen sein.
Der Einfluss der Aborigines auf Australiens Fauna wird nach allgemeinem Verständnis als wesentlich geringer eingeschätzt als der der Europäer, die seit 1788 das Land besiedeln. Bejagung, Habitatzerstörung und die Einführung nichteinheimischer Tier- und Pflanzenarten haben bis jetzt das Aussterben von mindestens 27 Säugetier-, 23 Vogel- und vier Froscharten zur Folge gehabt. 380 weitere Tierarten gelten als gefährdet. Besonders verheerend war die Einführung des Rotfuchses zu Jagdzwecken, der sich insbesondere nach der Dezimierung des lange zuvor heimischen Dingos stark ausgebreitet hat. Den Füchsen und auch verwilderten Hauskatzen fielen zahlreiche ursprünglich weit verbreitete Kleinsäugerarten Australiens zum Opfer. Einige, wie das Gebänderte Hasenkänguru und das Zottel-Hasenkänguru, überlebten zumindest auf kleinen, dem Festland vorgelagerten Inseln. Ein wichtiges Inselrefugium sind etwa Bernier und Dorre Island. Andere Arten, wie der Ameisenbeutler und das Kurznagelkänguru, konnten sich noch in winzigen Reliktarealen auf dem Festland halten. Teilweise werden sie heute in eingezäunten Reservaten, die frei von Füchsen gehalten werden, wieder ausgewildert. Zu diesen zählen das Scotia-Schutzgebiet in New South Wales und des Yookamurra-Schutzgebietes in South Australia. Die überwiegende Zahl der australischen Arten wird heute durch zahlreiche Gesetze geschützt; davon ausgenommen sind einige Känguru-Arten, die von der Ausdehnung der Weidelandwirtschaft profitierten und sich so stark vermehrt haben, dass sie gezielt abgeschossen werden. Zu den Schutzmaßnahmen gehört die Einrichtung von Reservaten und Naturschutzgebieten. Das Great Barrier Reef steht beispielsweise unter strengen Schutzbestimmungen. Seit 1973 existiert auch eine Bundesbehörde, die „Australian Biological Resources Study“, zu deren Aufgabe unter anderem die systematische Bestimmung, Klassifizierung und Verbreitung der australischen Tier- und Pflanzenwelt gehört. Geschützt sind auch alle Walarten in australischem Gewässer, und Australien hat die CITES-Konvention unterschrieben.

## Belege
1. ↑  n-tv.de vom 2. Januar 2008, Plage und Attraktion - Wilde Kamele in Australien
2. ↑  Spiegel.de vom 1. April 2009, Wilde Kamele sorgen für Ärger im Outback
3. ↑  Stan Sindel und James Gill: Australian Lorikeets, Singil Press, 2007, ISBN 978-0-9587727-8-5, S. 97 bis S. 201
4. ↑  Joseph M. Forshaw: Australische Papageien - Band 2  Bretten, 1. deutschsprachige Auflage 2003, S. 602
5. ↑  Gerhard Rösler: Die Wildtauben der Erde – Freileben, Haltung und Zucht. Verlag M. & H. Schaper, Alfeld-Hannover 1996, ISBN 3-7944-0184-0, S. 167–172
6. ↑  Hadoram Shirihai: A Complete Guide to Antarctic Wildlife - The Birds and Marine Mammals of the Antarctic Continent and Southern Ocean, Alula Press, Degerby 2002, ISBN 951-98947-0-5, S. 226–227
7. ↑  Grahame Webb, Charlie Manolis: Crocodiles of Australia. New Holland Publishers (Australia) 2009, ISBN 978-1-74110-848-4
8. ↑  Artenliste der Amphibien Australiens bei Amphibiaweb
9. ↑  Amy R.Tims, Peter J. Unmack, Simon Y. W. Ho: A fossil-calibrated time-tree of all Australian freshwater fishes. Molecular Phylogenetics and Evolution, 20 April 2021, 107180, doi: 10.1016/j.ympev.2021.107180
10. ↑  Department of Sustainability, Environment, Water, Population and Communities (2012). Scaturiginichthys vermeilipinnis in Species Profile and Threats Database, Department of Sustainability, Environment, Water, Population and Communities, Canberra. http://www.environment.gov.au/sprat (Abgerufen am 11. Mai 2012)
11. ↑  Petru Banaescu: Zoogeography of Fresh Waters. S. 1283–1305, AULA, Wiesbaden 1990, ISBN 3-89104-480-1
12. ↑  Roberts, R. G., T. F. Flannery, L. A. Ayliffe, H. Yoshida, J. M. Olley, G. J. Prideaux, G. M. Laslett, A. Baynes, M. A. Smith, R. Jones, and B. L. Smith. 2001. New ages for the last Australian megafauna: continent-wide extinction about 46,000 years ago. Science 292: 1888–1892.
13. ↑  Chris Johnson: Australia´s Mammal Extinctions. Cambridge University Press. Melbourne, Australia, 2006, ISBN 0-521-68660-1